# Iron Maiden
Iron Maiden [ˈaɪən ˈmeɪdn] (englisch für Eiserne Jungfrau) ist eine britische Musikgruppe, die 1975 gegründet wurde. Sie entwickelte aufbauend auf der Hard-Rock- und Heavy-Metal-Musik der 1970er Jahre ihren eigenen Stil, der den Heavy Metal der 1980er Jahre mitformte. Ihr gleichnamiges Debütalbum Iron Maiden erschien 1980.
Die Gruppe wird der New Wave of British Heavy Metal zugeordnet. Seit den 1980er Jahren sind Iron Maiden eine der beständigsten und kommerziell erfolgreichsten Metal-Bands. Ihre Musik war stilprägend für nachfolgende Metal-Gruppen der unterschiedlichen Subgenres. Die Musiker um Maskottchen Eddie verkauften bis heute weltweit über 130 Millionen Alben.

## Geschichte

### Vorgeschichte (1975–1979)
Die Gruppe wurde am 25. Dezember 1975 von dem Londoner Bassisten Steve Harris gegründet, nachdem er aus seiner ersten Band namens Gypsy’s Kiss wegen musikalischer Differenzen ausgetreten war. Zur Urbesetzung der Band gehörten neben ihm der Sänger Paul Mario Day, die Gitarristen Dave Sullivan und Terry Rance sowie Ron Matthews am Schlagzeug. Zunächst ohne Namen, nannte sich die Formation bald darauf Iron Maiden. Harris wurde beim Sehen des Films The Man in the Iron Mask auf den Begriff aufmerksam, der vor allem ein Folterinstrument bezeichnet. Wie er in einem Interview betonte, sollte es keine Anspielung auf die oft als „eiserne Lady“ bezeichnete britische Premierministerin Margaret Thatcher sein. Die Band nahm später aber dennoch Bezug auf die damalige Parteivorsitzende der Konservativen und spätere britische Premierministerin, indem sie Thatcher, gemeinsam mit dem Band-Maskottchen Eddie, als Cover-Motiv auf den Singles Sanctuary und Women in Uniform verwendete.

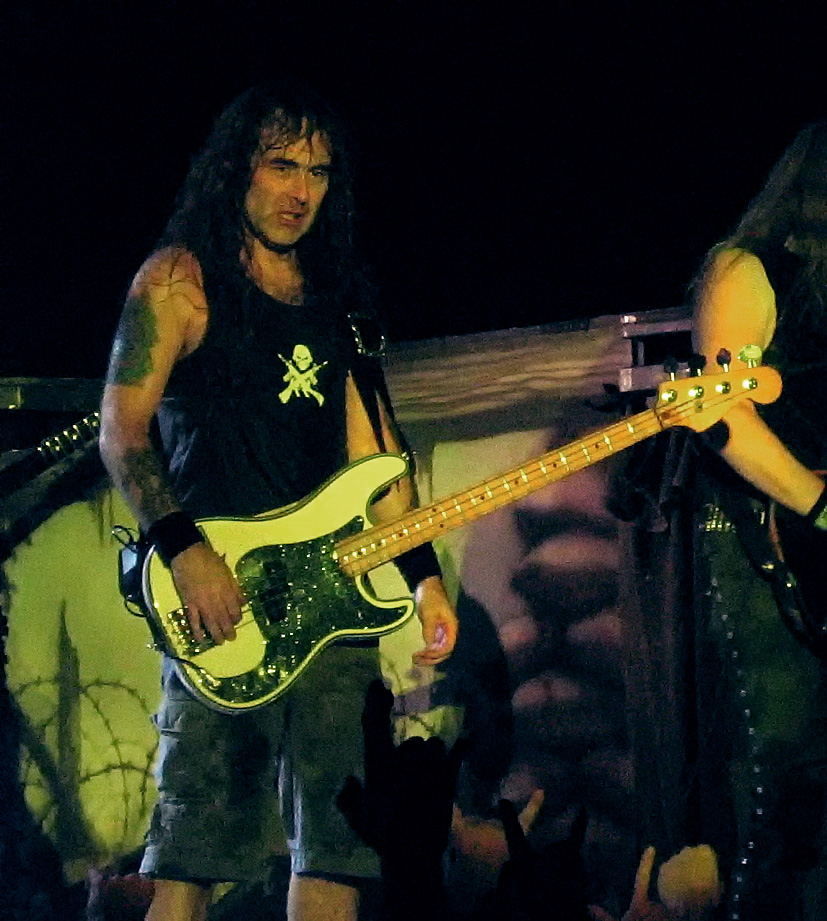
Steve Harris, Bandgründer und Bassist

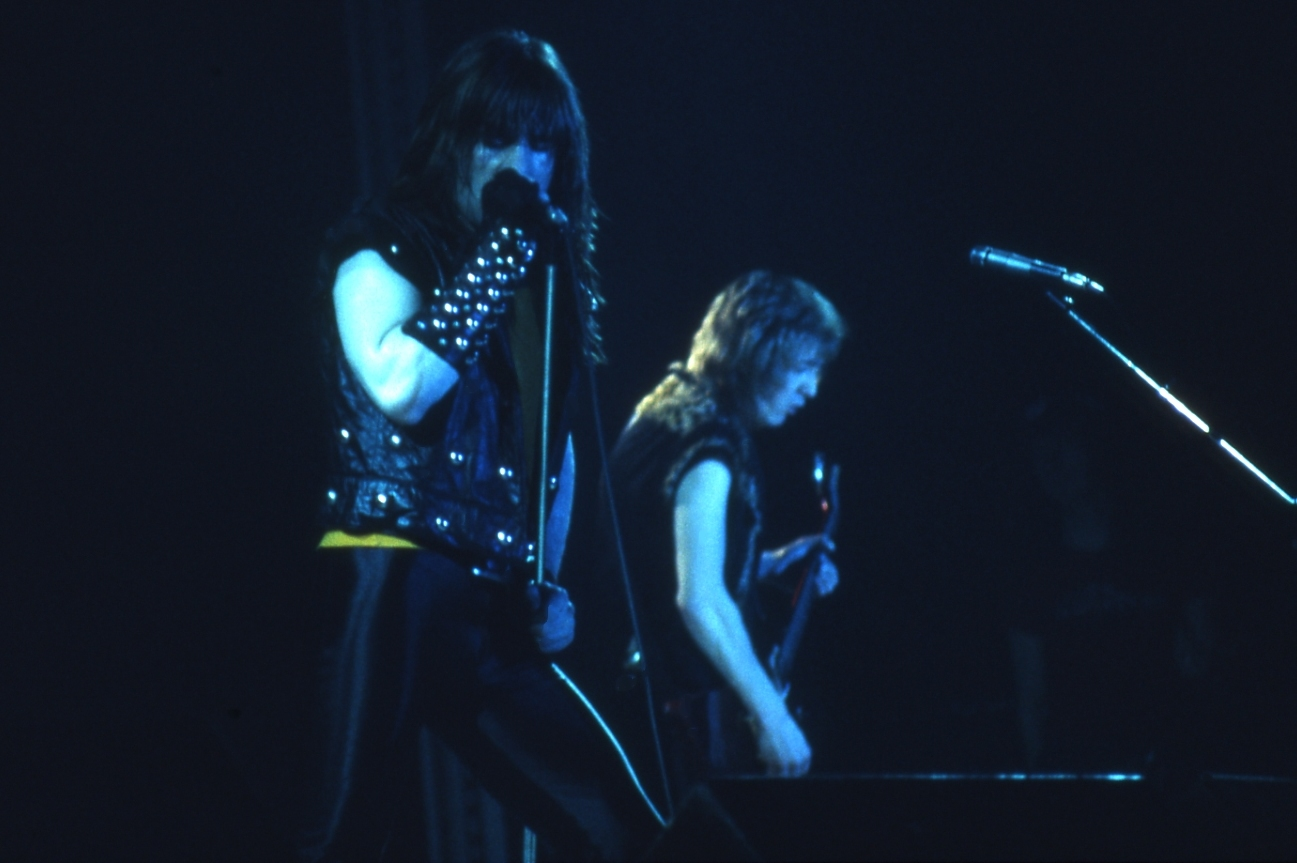
Iron Maiden 1982 in San Sebastián, am Mikrofon Bruce Dickinson

Die Anfangsjahre der Band fielen in eine für Hard Rock und Heavy Metal eher ungünstige Zeit. Große Bands wie Deep Purple, Black Sabbath und Led Zeppelin hatten sich entweder aufgelöst oder ihren kreativen Zenit überschritten. Das Interesse der Musikkonsumenten wandte sich eher dem aufkommenden New-Wave, der gerade in Mode befindlichen Discomusik (Saturday Night Fever) sowie speziell in England dem Punk zu. Metal-Bands wie Judas Priest und Motörhead waren noch relativ unbekannt. So wurde Iron Maiden anfangs von ihrer Plattenfirma ermuntert, es zwecks besserer Vermarktbarkeit mit der Stilrichtung Punk-Musik zu versuchen.
Der erste Live-Auftritt fand am 1. Mai 1976 in der St. Nicholas Hall in Poplar, London statt. Zu diesem Zeitpunkt hatten Dave Murray und Bob Sawyer bereits die beiden ursprünglichen Gitarristen ersetzt, und mit Dennis Wilcock hatte ein neuer Mann das Mikrofon übernommen. Sawyer verließ die Band und Iron Maiden traten nunmehr als vierköpfige Formation auf. 1978 wurde Dennis Wilcock von Paul Di’Anno abgelöst, und Doug Sampson nahm anstelle von Matthews den Platz am Schlagzeug ein. In dieser Besetzung spielten Iron Maiden am 31. Dezember 1978 eine Demoaufnahme ein, die später als The Soundhouse Tapes in kleiner Auflage auf Schallplatte gepresst wurde.
1979 wurde Rod Smallwood Manager der Gruppe, die mittlerweile durch diverse Konzerte in London und Umgebung an Popularität gewonnen hatte. Wegen anhaltender Erfolge erhielten Iron Maiden im November 1979 bei EMI den ersten Plattenvertrag.

### Erste Erfolge (1980–1982)
Auch im Jahr 1980 gab es personelle Veränderungen in der Band: Mit Tony Parsons trat Iron Maiden wieder ein zweiter Gitarrist bei, der schon bald darauf von Dennis Stratton abgelöst wurde. Doug Sampson wurde durch Clive Burr ersetzt. Als Begründung für sein Ausscheiden aus der Band erklärte Sampson, dass das harte Tourleben seine Gesundheit gefährde.
In der Besetzung Di’Anno, Murray, Stratton, Harris und Burr nahm die Gruppe ihr Debütalbum Iron Maiden auf. Seit diesem Zeitpunkt wurden die Musiker von ihrem Maskottchen Eddie, welches ebenfalls auf allen Albumcovers abgebildet ist, auf jedem Konzert begleitet. Mit der Single Running Free traten Iron Maiden bei BBCs Top of the Pops auf und spielten dort als erste Band seit The Who ohne Playback. Damit wurden sie auch außerhalb der Umgebung Londons bekannt. Es folgte eine ausgedehnte Großbritannien-Tournee als Vorband von Judas Priest, eine Europatournee mit der US-amerikanischen Hard-Rock-Band Kiss und ein Auftritt im Vorprogramm von UFO im Rahmen des Reading-Festivals. Das erste Konzert in Deutschland fand am 11. September 1980 als Vorband von Kiss in der Hemmerleinhalle in Neunkirchen am Brand statt.
Martin Birch, Produzent der Hard-Rock-Band Deep Purple, produzierte 1981 das zweite Iron-Maiden-Album Killers. Die Zusammenarbeit mit Birch hielt bis in die 1990er Jahre. Der Gitarrist Dennis Stratton wurde aufgrund musikalischer Differenzen mit Harris vor Aufnahme dieses Albums durch Adrian Smith ersetzt. Auch Killers kam, ebenso wie der Vorgänger, bei den Fans gut an. Die 129 Konzerte umfassende Killer World Tour führte die Band in 14 Länder.
Ende 1981 hielt Paul Di’Anno dem Druck, der auf der Band lastete, nicht mehr stand. Er begann zu trinken, wurde unzuverlässig und musste schließlich die Band verlassen. Sein Nachfolger war Bruce Dickinson, der zuvor bei der Band Samson gesungen hatte. Bei Samson besaß Dickinson noch den Künstlernamen „Bruce Bruce“. Dickinson erwies sich in der Folgezeit als Bereicherung für die Band. Mit ihm nahm die Band Anfang 1982 das Album The Number of the Beast auf. Der Erfolg dieses Albums bedeutete den weltweiten Durchbruch für Iron Maiden. The Number of the Beast verkaufte sich über eine Million Mal und gilt heute in Fan-Kreisen als Definition des Heavy Metals. Etliche der acht enthaltenen Stücke gelten bis heute als Klassiker des Genres. Es gab aber, wegen der kontroversen Themen, die auf dem Album angesprochen wurden, einen Skandal, der unter anderem zu Demonstrationen vor Konzerten und Verbrennungen des Albums führte – kostenlose Werbung für die Band. Nach Veröffentlichung des Albums The Number of the Beast  begleiteten sie die Scorpions auf deren US-Tour zu ihrem Album Blackout als Vorband.

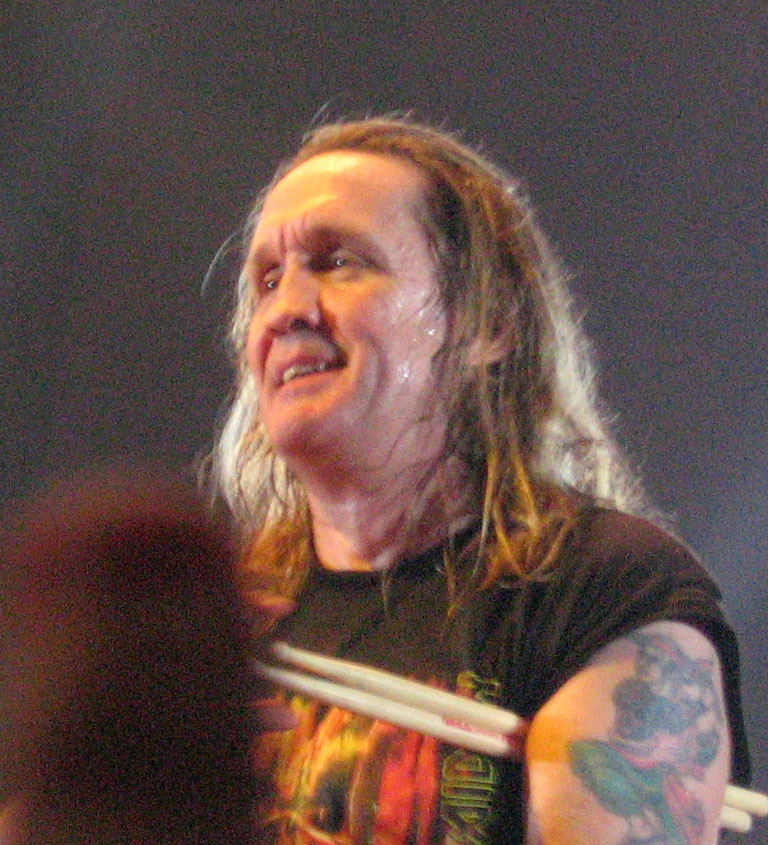
Nicko McBrain, Schlagzeuger von 1982 bis 2024

Ende 1982 wurde Clive Burr durch Nicko McBrain ersetzt, einen damals bereits renommierten Schlagzeuger, der zuletzt bei der französischen Band Trust gespielt hatte und davor unter anderem Mitglied in der Band von Pat Travers beziehungsweise bei Roger Chapmans Streetwalkers gewesen war. Die Band Trust besetzte den ihrerseits vakanten Posten mit Clive Burr. In der Besetzung Dickinson/Murray/Smith/Harris/McBrain nahm die Band Iron Maiden in der Folgezeit insgesamt vier Studioalben auf.

### Durchbruch (1983–1988)
Mit Piece of Mind (1983) und Powerslave (1984) etablierte sich die Band weiter. Im Dezember 1983 wurde ein Konzert mit den Scorpions, Ozzy Osbourne, Def Leppard, Judas Priest, Krokus, der Michael Schenker Group und Quiet Riot in Dortmund vom ZDF aufgezeichnet und im Februar 1984 in gekürzter Form gesendet. Weitere Alben festigten den Ruf der fünf Musiker als Garant für soliden, technisch perfekten, melodischen Metal. Nach der ausgedehnten World Slavery Tour in den Jahren 1984 und 1985 wurde 1985 das Live-Doppel-Album Live After Death veröffentlicht.
Das folgende Album Somewhere in Time rief 1986 durch den Einsatz von Gitarrensynthesizern eher gespaltene Reaktionen hervor. Iron Maiden hatten ihren Klang zum ersten Mal leicht verändert. Im Jahr 1988 folgte mit dem Konzeptalbum Seventh Son of a Seventh Son eine LP, die bei ihrem Erscheinen ähnlich umstritten war wie ihr Vorgänger. Das Album platzierte sich in den US-amerikanischen Albumcharts auf Platz zwölf, während es in Großbritannien Position eins erreichte. Der Titel Can I Play with Madness schaffte es in die deutschen Top 10. Bei der nachfolgenden Tournee wurde die limitierte CD Maiden England und das dazu passende Video mitgeschnitten. Auf dieser Tournee waren Iron Maiden Headliner des Festivals Monsters of Rock.

### Erste Turbulenzen (1989–1993)

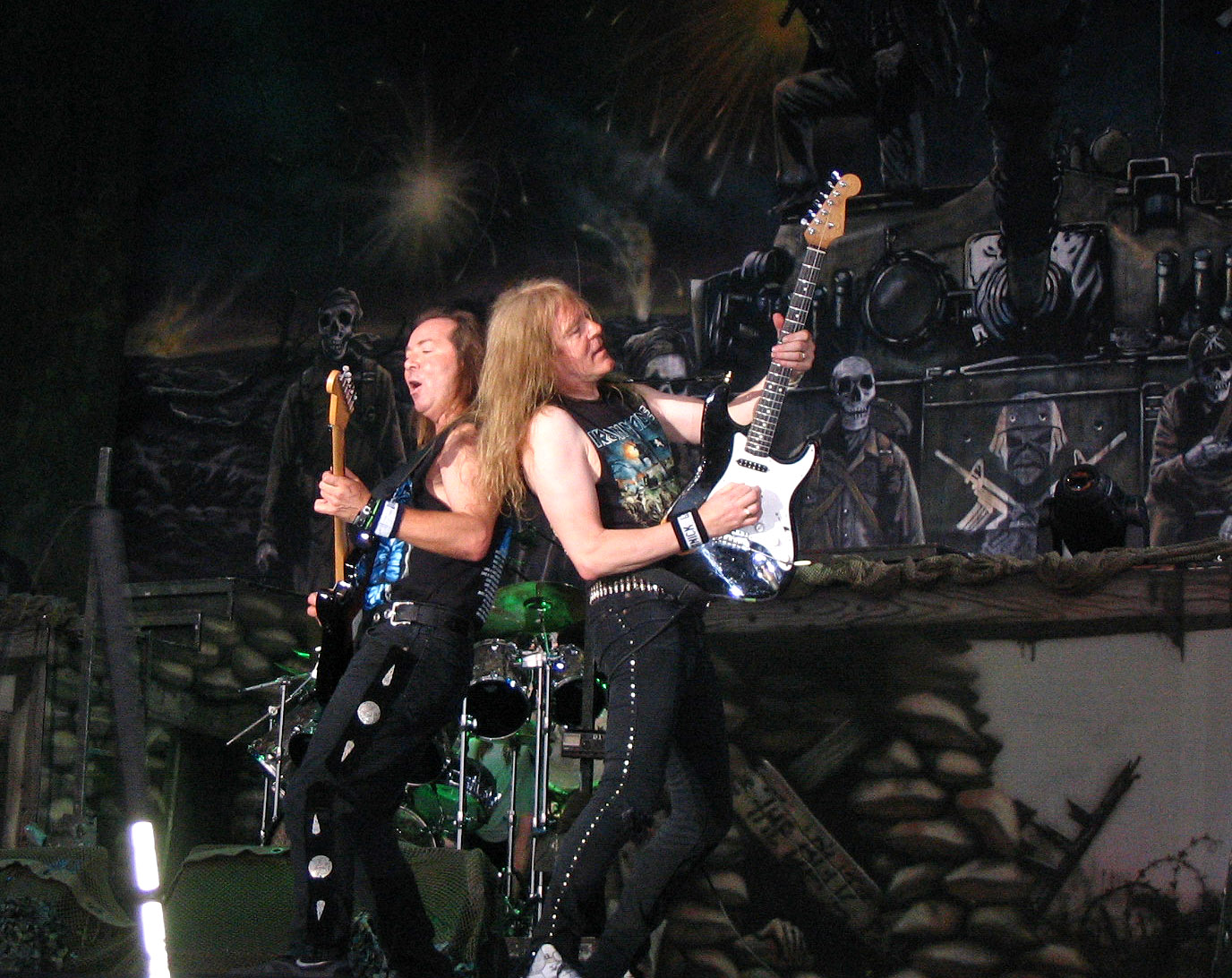
Dave Murray und Janick Gers live, 2007

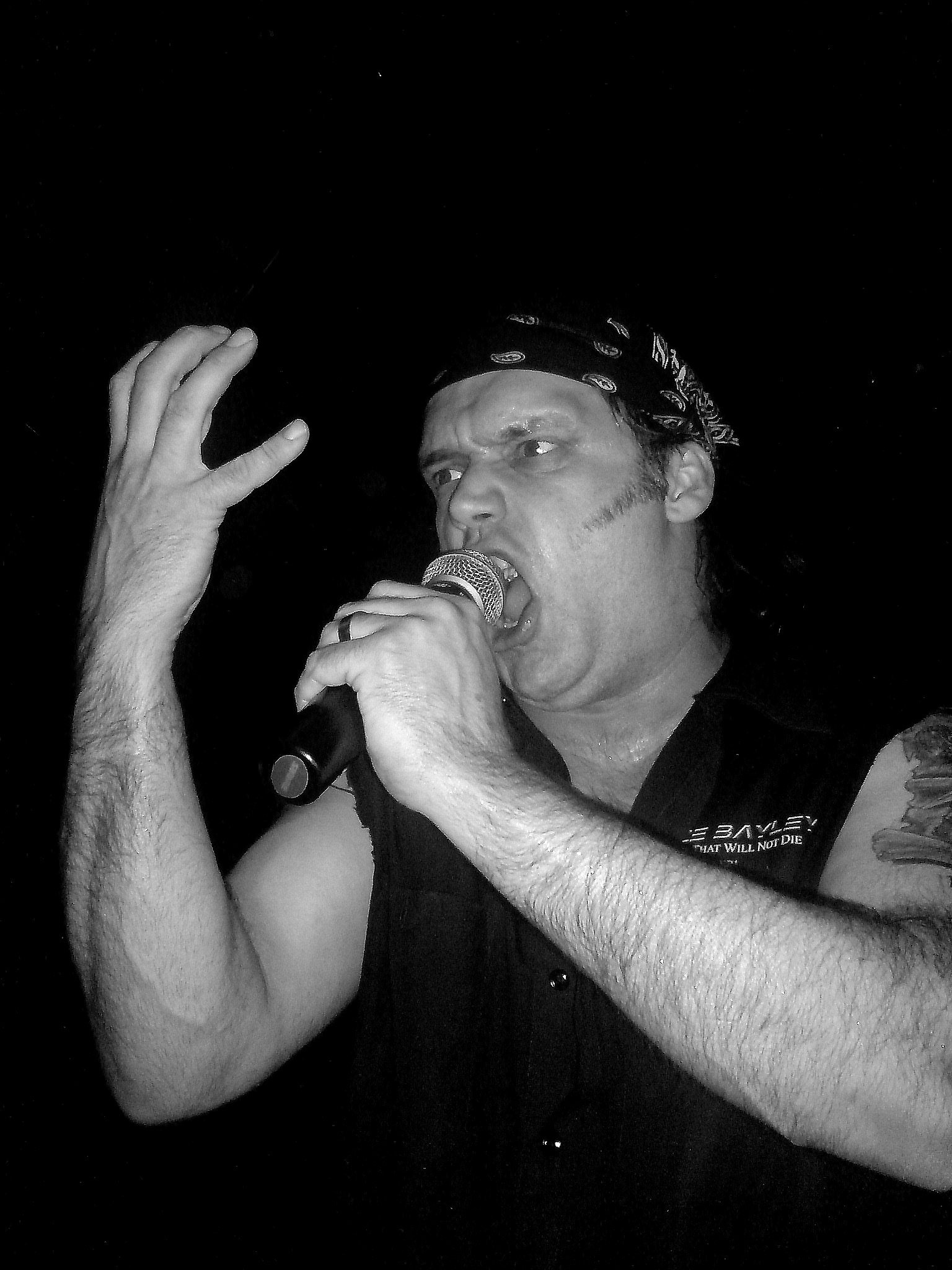
Blaze Bayley, Sänger von 1994 bis 1998

Nachdem die Band mit den Alben Somewhere in Time und Seventh Son of a Seventh Son einen eher experimentelleren Weg verfolgt hatte, wollte Band-Leader Steve Harris wieder zum rauen Klang der anfänglichen Alben zurückkehren, was Adrian Smith jedoch ablehnte. Letzterer fühlte sich innerhalb der Gruppe nicht mehr richtig wohl. Harris verlangte von ihm, beim kommenden Album alles zu geben oder die Band zu verlassen. Da Smith zögerte, wurde ihm 1989 schließlich der Ausstieg nahegelegt. In der Folgezeit widmete er sich seinem Soloprojekt A.S.A.P.
Sänger Bruce Dickinson nahm zwischenzeitlich sein erstes Soloalbum Tattoed Millionaire auf, blieb zunächst aber weiterhin Iron-Maiden-Mitglied. Dickinson brachte infolge seines Soloausflugs den Gitarristen Janick Gers (vorher White Spirit / Gillan) in die Gruppe ein, der fortan Smith bei Iron Maiden ersetzte. 1990 erschien das Album No Prayer for the Dying. Das von Bruce Dickinson für den Film Nightmare on Elm Street 5 – Das Trauma geschriebene Lied Bring Your Daughter… to the Slaughter war die erste und bis heute einzige Nummer-eins-Single der Band in den britischen Charts. Trotzdem wurde No Prayer for the Dying sowohl von Fans als auch von der Presse eher negativ bewertet. 1992 erschien das Album Fear of the Dark, das etwas bessere Kritiken als der Vorgänger erhielt und mit dem gleichnamigen Titelstück sowie Afraid to Shoot Strangers weitere Maiden-Klassiker enthält.
Als Dickinson am Ende der 1992er Tournee seinen Ausstieg aus der Band ankündigte, reagierten die Fans enttäuscht. Es erschienen noch drei Live-CDs mit Dickinson am Mikrofon (A Real Live One, A Real Dead One und Live at Donington) sowie sein Abschiedskonzert auf Video (Raising Hell). Auf diesem Konzert brachte der amerikanische Zauberkünstler Simon Drake Zaubereinlagen ein, am Ende des Konzertes wurde Bruce Dickinson in einer Eisernen Jungfrau eingeschlossen.

### Bayley-Ära (1994–1999)
Nach einem Jahr musikalischer Pause fanden Iron Maiden mit Blaze Bayley einen neuen Sänger, der zuvor Mitglied der Band Wolfsbane gewesen war. Mit ihm nahmen sie ihr zehntes Album The X Factor auf, das für gespaltene Reaktionen sorgte, was zum einen am eher düster-melancholischen Musikstil und zum anderen an Bayleys Stimme lag, die im Vergleich zu der von Dickinson sehr beschränkt war. Die angesetzten Tourneen waren wenig erfolgreich, Iron Maiden spielten zum Teil in halbleeren Hallen, obwohl die Band im Vergleich zu früheren Tourneen bereits wesentlich kleinere Konzerthallen ausgewählt hatte. Bayley hatte bei Konzerten vor allem mit den Stücken aus der Ära mit Bruce Dickinson große Schwierigkeiten, da diese nicht für seine eher tiefe Stimmlage geschrieben waren.
1996 erschien das Best-of-Album Best of the Beast, das mit Virus ein neues Lied enthielt. 1998 folgte Virtual XI, das genau wie The X-Factor beim Großteil der Fangemeinde auf wenig Gegenliebe stieß. Da Bayley bei der Tour erhebliche Stimmprobleme bekam, wurde diese von Ende 1998 bis Anfang 1999 abgebrochen. Die Band Iron Maiden trennte sich von ihm einvernehmlich.

### Wiedervereinigung (1999–2006)

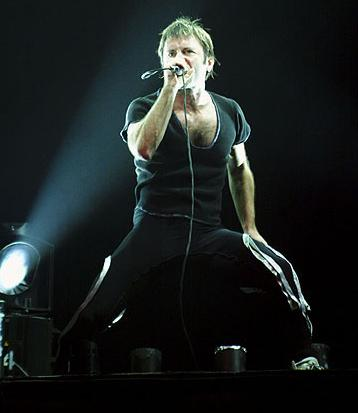
Bruce Dickinson nach seiner Rückkehr 1999 in Stuttgart

Am 10. Februar 1999 kehrten Bruce Dickinson und Adrian Smith zu Iron Maiden zurück. Dickinson ersetzte Blaze Bayley, Gitarrist Janick Gers blieb in der Band; die Gruppe spielt seitdem mit drei Gitarristen. Die darauf folgende Tournee wurde zum kommerziellen Triumphzug. Das erste Album dieser Besetzung, Brave New World, erschien 2000. Iron Maiden waren daraufhin Headliner beim Dynamo Open Air am 6. Juni 2000 in Nijmegen in den Niederlanden.
Bei einem Konzert in Mannheim im Juli 2000 fiel Gitarrist Janick Gers, bekannt für spektakuläre Verrenkungen während des Gitarrenspiels, beim Lied The Number of the Beast von der Bühne in den Fotograben und musste mit Prellungen ins Krankenhaus gebracht werden. Das Konzert konnte jedoch mit den zwei verbliebenen Gitarristen Dave Murray und Adrian Smith zu Ende gespielt werden, da es sich nur noch um den Zugabenteil des Konzerts handelte. Den nachfolgenden Auftritt am nächsten Tag sagte Iron Maiden ab. Beim Rock-in-Rio-Festival 2001 spielte Iron Maiden als Headliner vor einer Viertelmillion Menschen und veröffentlichte von diesem Auftritt die Aufnahme als Live-Album und DVD.

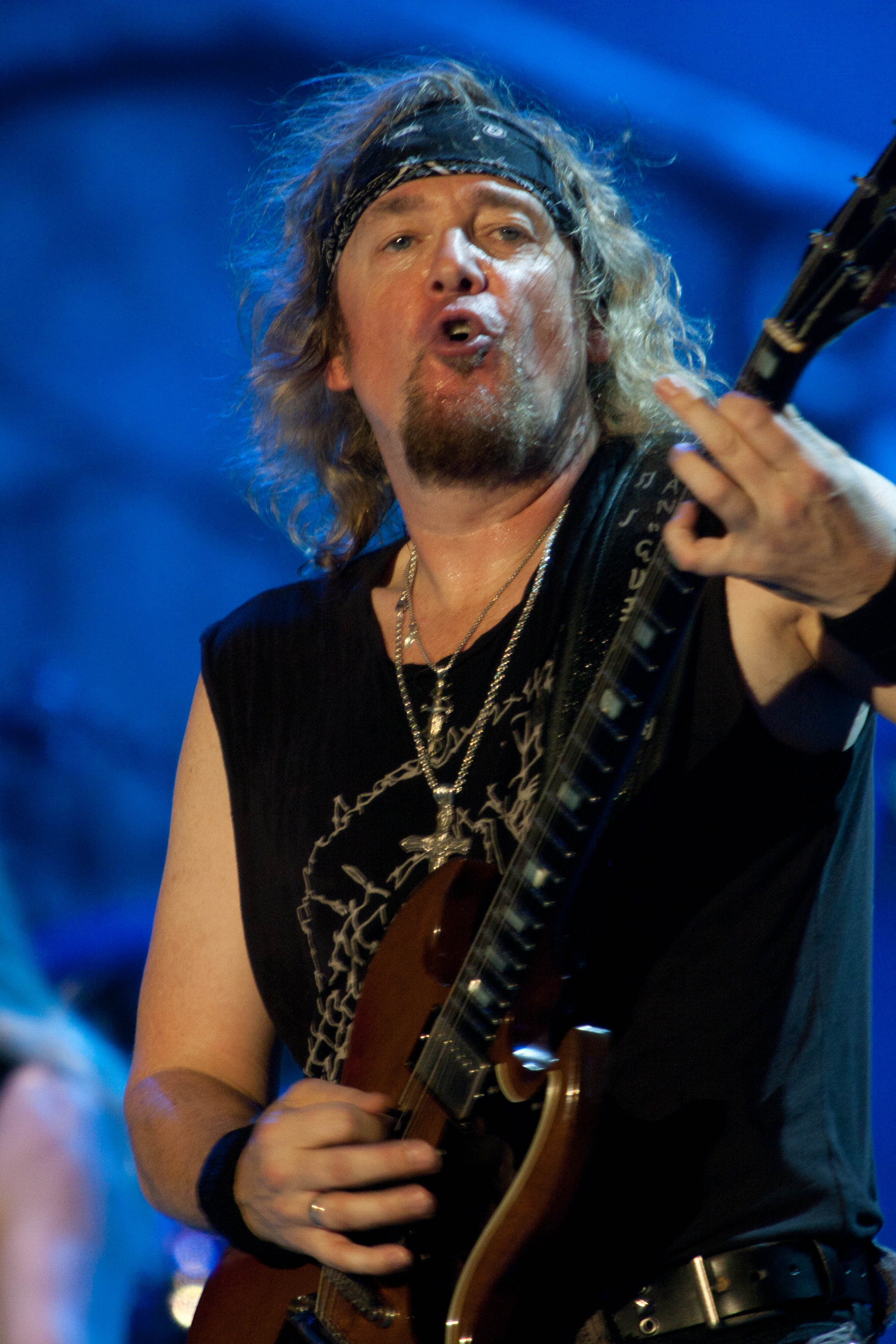
Adrian Smith bei einem Live-Auftritt, 2010

Am 8. September 2003 veröffentlichte die Band Iron Maiden ihr dreizehntes Studioalbum Dance of Death. Dieses Album verkaufte sich zwar besser als Brave New World, war aber wegen einiger progressiver Elemente wie orchestralen Passagen und einer Ballade umstrittener. Die anschließende Dance of Death World Tour führte die Band wieder nach Deutschland, so gab es ausverkaufte Auftritte in der Dortmunder Westfalenhalle und in der Stuttgarter Schleyer-Halle.
Zwischenzeitlich erschienen drei Best-of-Veröffentlichungen:
- Eddie’s Archive – eine Sammlung von drei Doppel-CDs mit bis dahin unveröffentlichtem Material (Aufnahmen vom Reading Festival, Donington, dem Hammersmith Odeon und andere BBC-Aufnahmen) und einer B-Seiten-Sammlung. Den in einer Metalldose verkauften CDs lagen ein Siegelring, ein Schnapsglas und ein Stammbaum der Band auf Pergament bei.
- Edward the Great – die erfolgreichsten Singles der Band.

Weiterhin wurde nach Rock in Rio die DVD Visions of the Beast veröffentlicht, auf der alle Promo-Videos zu sehen sind. Anlässlich der Dance-of-Death-Tour erschien auch die No More Lies EP, mit verschiedenen Versionen von Liedern des neuen Albums (einmal singt auch der Schlagzeuger Nicko McBrain), einem Live-Video (kein Live-Klang) und einem Iron-Maiden-Schweißband.
Ende 2004 erschien die DVD The Early Days – Part I, in der die Bandgeschichte von 1976 bis 1983 zusammengefasst wurde. Es sind eine 90 Minuten lange Dokumentation und Teile von drei Live-Konzerten der Jahre 1980, 1982 und 1983 enthalten. Die Reihe soll fortgesetzt werden.
2005 spielte die Band Iron Maiden bei großen Festivals wie With Full Force in Leipzig und Rock am Ring/Rock im Park. Außerdem trat sie am 12. Juli 2005 vor über 55.000 Fans im Ullevi Stadium in Göteborg auf. Dieses Konzert wurde vom schwedischen Fernsehen live übertragen und war in Schweden die erste Live-Übertragung seit Live Aid 1985. Auf der Tour wurde insgesamt vor über 450.000 Fans, durchschnittlich 22.500 pro Konzert, gespielt.
Am 29. August 2005 erschien die Live-CD Death on the Road. Sie enthält einen Live-Mitschnitt des während der Dance of Death World Tour im November 2003 gespielten Konzerts in Dortmund. Die dazugehörige DVD erschien am 6. Februar 2006 über EMI und enthält neben dem Konzert in der Dortmunder Westfalenhalle eine 75-minütige Dokumentation zu Dance of Death und der entsprechenden Welttournee.

### Progressive Phase (seit 2006)

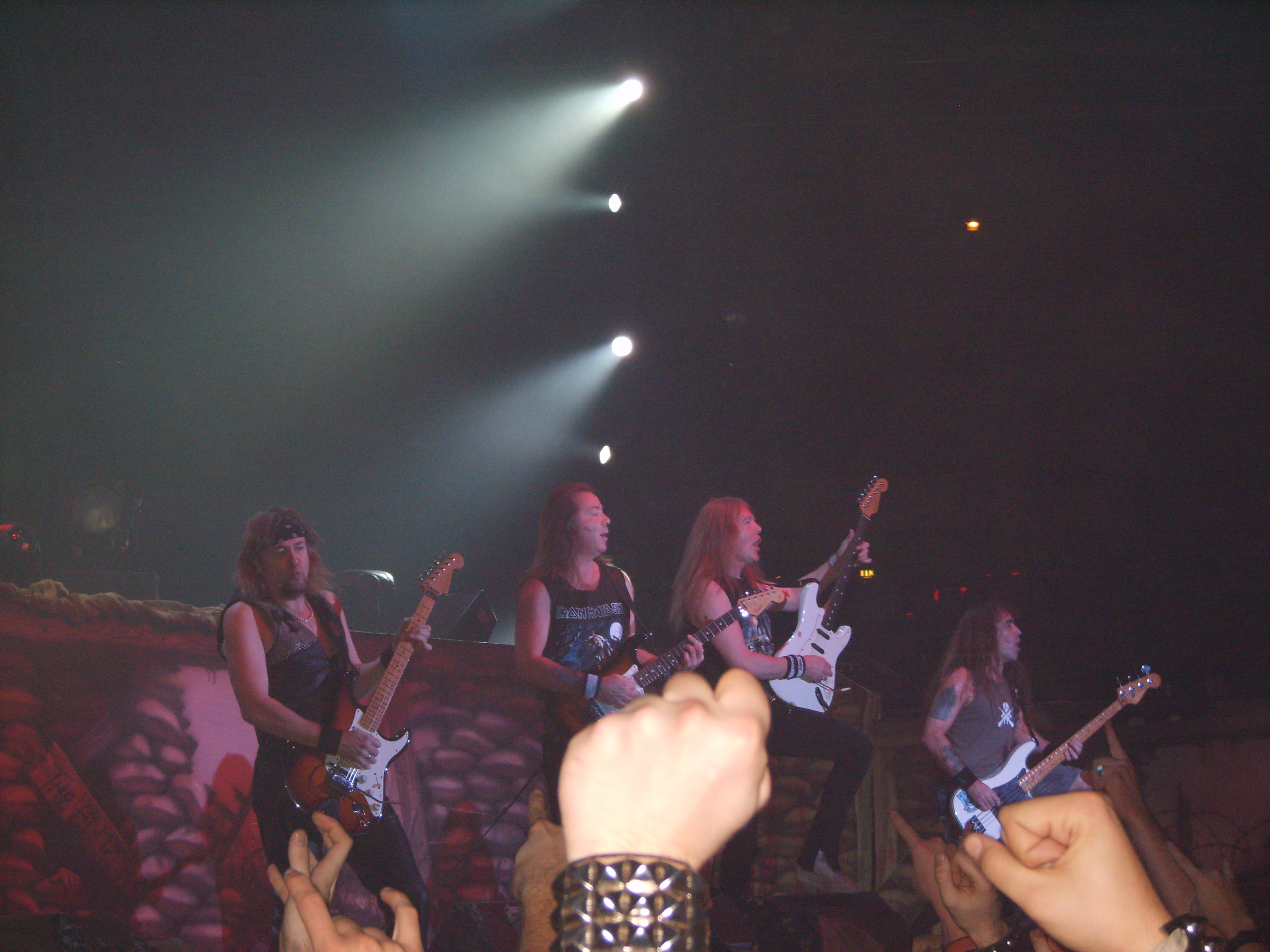
Seit 1999 in dieser Bass- und Gitarrenkonstellation: Adrian Smith, Dave Murray, Janick Gers, Steve Harris

Bereits auf Dance of Death aus dem Jahre 2003 zeichnete sich eine gewisse Veränderung im Klang von Iron Maiden ab. Besonders deutlich wurde diese beim Lied Paschendale, das laut Aussage Bruce Dickinsons in einem BBC-Interview als eine Art Vorreiter oder Trittstein für das folgende Album angesehen werden kann. Nach Dance of Death sei, so Dickinson, ein Pfad „irgendwo zwischen Dance of Death und Paschendale“ als positiv angezeigt gewesen.
Im März 2006 wurde zusammen mit Produzent Kevin Shirley mit den Aufnahmen des neuen Albums A Matter of Life and Death begonnen, das in zwei Monaten komplett aufgenommen war. Dabei verwendete die Band drei Wochen für das Schreiben der Lieder, drei Wochen für das Üben der Titel und schließlich drei Wochen für die Aufnahmen. Veröffentlicht wurde es in Europa am 25. August 2006. Mit diesem Album erreichten Iron Maiden Platz 1 der Deutschen Albumcharts. Auch in Ländern wie Schweden, Italien, Finnland, Griechenland, Slowenien, Tschechien, Kroatien, Polen und Brasilien positionierte sich A Matter of Life and Death an der Spitze.
Im Februar 2008 erschien das 1985 als VHS veröffentlichte Konzertvideo Live After Death als überarbeitete Version auf DVD, zusammen mit dem zweiten Teil der Banddokumentation. Ebenfalls im Februar 2008 begann die Somewhere Back in Time Tour, auf der überwiegend (ähnlich wie bei der Early Days Tour 2005) Stücke der Live-After-Death-DVD gespielt wurden.
Am 31. Juli 2008 trat Iron Maiden auf dem Wacken Open Air vor circa 75.000 Fans auf. Die Band war Headliner des Festivals und spielte bis auf Fear of the Dark nur Lieder der Alben Iron Maiden, The Number of the Beast, Piece of Mind, Powerslave, Somewhere in Time und Seventh Son of a Seventh Son.
Am 14. März 2009 wurde der Dokumentarfilm Iron Maiden: Flight 666 uraufgeführt. Der Film folgt der Band auf der Somewhere Back in Time World Tour von 2008 und wurde von den Machern von Metal – A Headbanger’s Journey erstellt. Die offizielle Veröffentlichung folgte im April 2009. Noch im Folgemonat teilte EMI mit, den ursprünglich nur für das Kino geplante Dokumentarfilm auch auf Blu-ray Disc, DVD und CD zur Verfügung zu stellen. Neben der Blu-ray-Version gibt es eine Doppel-DVD und eine Doppel-CD mit den Musikstücken, die für die Videoaufnahmen aufgenommen wurden.
Am 5. August 2010 waren Iron Maiden erneut in Deutschland beim Wacken Open Air zu Gast. Im März 2010 wurde die Veröffentlichung ihres fünfzehnten Studioalbums bestätigt, das den Namen The Final Frontier trägt, am 13. August 2010 veröffentlicht wurde und in den deutschen Album-Charts auf Platz 1 einstieg. Vorab veröffentlichten Iron Maiden das Lied El Dorado als exklusive Gratis-MP3-Datei auf ihrer Homepage sowie am 13. Juli 2010 das Video zum Titelstück The Final Frontier.
Am 16. März 2011 gab die Band bekannt, den Erlös aus dem Verkauf der Tokioter Tour-Shirts dem japanischen Roten Kreuz zur Versorgung der Opfer des Tōhoku-Erdbebens zu spenden. Die Auftritte in Tokio mussten jedoch auf Grund der Naturkatastrophe abgesagt werden.
Am 27. März 2012 veröffentlichte die Band den Konzertmitschnitt En Vivo, aufgenommen auf der Final Frontier World Tour 2011 (Around the World in 66 Days) am 10. April 2011 im Estadio Nacional in Santiago de Chile vor 50.000 Fans. Erneut gab es eine Blu-ray-, Doppel-DVD- und Doppel-CD-Version. Dabei wurden, wie auch auf der gesamten Tour, fünf der neuen Songs präsentiert, darunter auch der Longtrack When the Wild Wind Blows. Auf den Video-Formaten ist zusätzlich auch die Dokumentation Behind the Beast enthalten.
Am 5. Juni 2014 spielte die Band in Deutschland als Headliner auf dem Festival Rock am Ring und am 9. Juni auf dem parallel stattfindenden Rock im Park.
Im Dezember 2014 wurde bei Bruce Dickinson ein Zungengrundkarzinom festgestellt. Zu diesem Zeitpunkt waren die Aufnahmearbeiten für ein neues Studioalbum bereits abgeschlossen. Die für Februar 2015 geplante Veröffentlichung wurde wegen Dickinsons Krebsbehandlung verschoben. Am 15. Mai 2015 gab das Management der Band bekannt, dass die Therapie erfolgreich abgeschlossen sei und die Band nun an der Fertigstellung arbeite, so dass das Album noch im Jahr 2015 erscheinen werde. Eine neue Tour war für 2016 geplant, um dem Sänger die Möglichkeit zu geben, sich weiter zu erholen.
Einen Monat später wurde The Book of Souls als Doppelalbum mit 11 Songs und einer Gesamtlaufzeit von 92 Minuten angekündigt, welches am 4. September 2015 erschien, nachdem zuvor bereits die Single-Auskopplung Speed Of Light mit einem dazugehörigen Video veröffentlicht worden war.
Am 15. Juli 2021 veröffentlichte die Band ihr erstes Video für die Single The Writing on the Wall, welches durch Nicos Livesey entstanden ist. Vier Tage später kündete Iron Maiden ihr nächstes Album namens Senjutsu an, welches am 3. September 2021 erschienen ist.

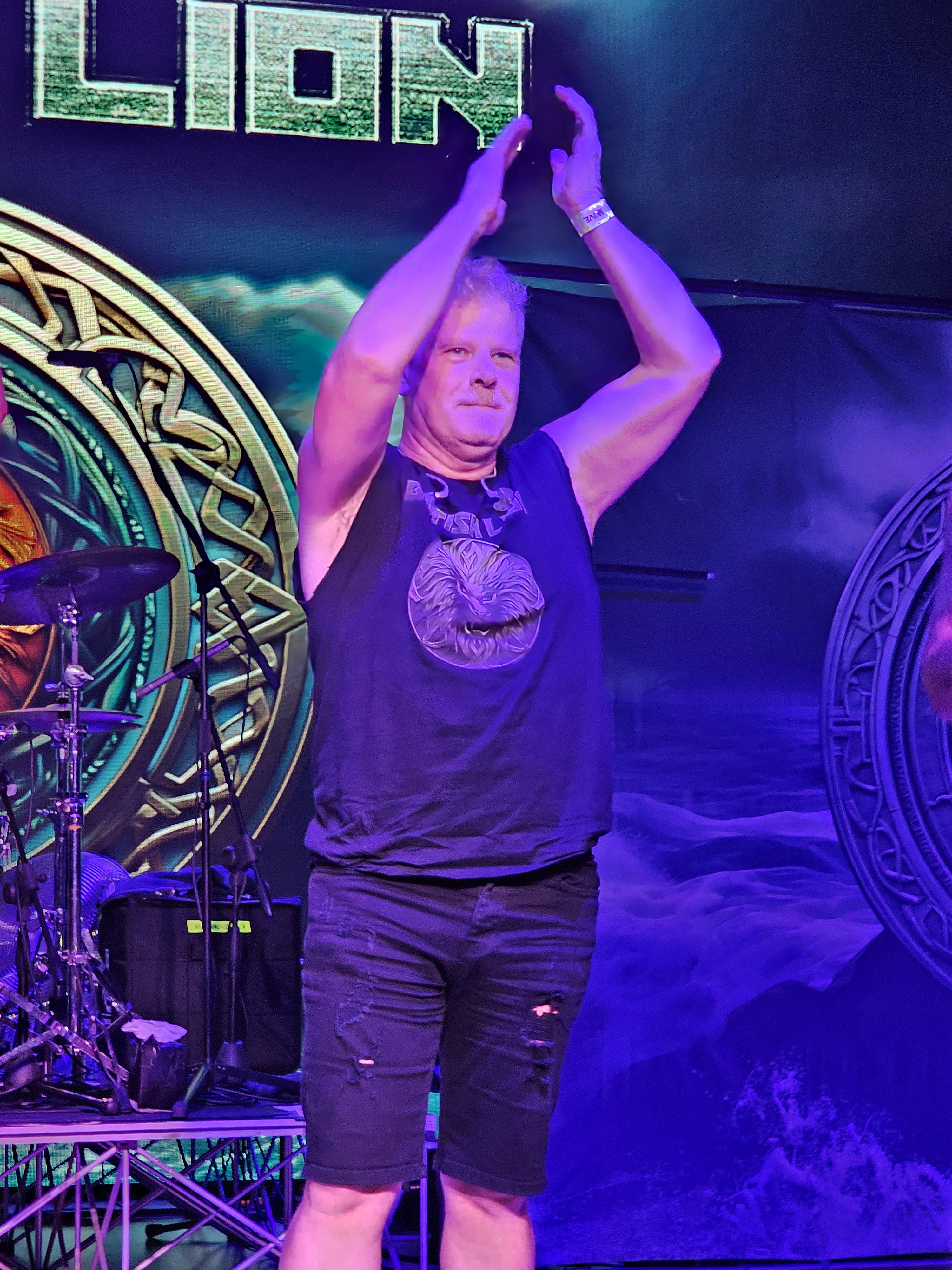
Simon Dawson bei einem Live-Konzert 2024 mit British Lion.

Am 7. Dezember 2024 kündigte Nicko McBrain über die Website der Band seinen Rücktritt von Liveauftritten an und spielte am selben Tag sein letztes Live-Konzert mit Iron Maiden in São Paulo. Der Rückzug erfolgte aus gesundheitlichen Gründen nach einem Schlaganfall im Januar 2023, dessen Folgen es ihm auch nach mehreren Monaten intensiver Reha-Maßnahmen und der Teilnahme an der Future Past Tour 2023/2024 mit Iron Maiden unmöglich machten, die Stücke in der gewohnten Art und Weise zu spielen. Am darauffolgenden Tag stellte die Band den Engländer Simon Dawson als Nachfolger vor, einen ehemaligen Session-Drummer und Steve Harris’ Partner in der Rhythmusgruppe seit 2012 bei dessen Nebenprojekt British Lion.

## Textbezug
Ein besonderes Merkmal der Band ist, dass regelmäßig Lieder veröffentlicht werden, die auf konkrete historische, literarische und/oder cineastische Vorlagen zurückgreifen.

### Historische Begebenheiten
- Invasion (1979 auf The Soundhouse Tapes): die Invasionen der Wikinger in England
- The Ides of March (1981 auf Killers): Todestag Julius Caesars an den „Iden des März“ (15. März) 44. v. Chr.
- Genghis Khan (1981 auf Killers): die historische Figur Dschingis Khan
- Invaders (1982 auf The Number of the Beast): die Invasionen der Wikinger in England
- Run to the Hills (1982 auf The Number of the Beast): Völkermord an den Indianern Nordamerikas
- The Trooper (1983 auf Piece of Mind): über den militärisch sinnlosen Angriff der britischen Leichten Brigade am 25. Oktober 1854 während des Krimkrieges
- Sun and Steel (1983 auf Piece of Mind): über den legendären japanischen Samurai Miyamoto Musashi (1584–1645)
- Aces High (1984 auf Powerslave): bezieht sich auf die Luftschlacht um England während des Zweiten Weltkriegs
- Two Minutes to Midnight (1984 auf Powerslave): Das Wettrüsten zwischen den USA und der UdSSR während des Kalten Krieges wird thematisiert.
- Powerslave (1984 auf Powerslave): Bezugnahme auf die Rolle des Pharaos im ägyptischen Totenkult
- Intro des Albums Live After Death (1985): Ausschnitt aus der We Shall Fight on the Beaches-Rede von Winston Churchill am 4. Juni 1940 vor dem britischen Unterhaus
- Alexander the Great (1986 auf Somewhere in Time): Bezug auf den makedonischen König Alexander den Großen
- Tailgunner (1990 auf No Prayer for the Dying): Schilderung des britischen Luftangriffs auf Dresden 1945 aus der Sicht eines britischen Bomber-Heckschützen.
- Mother Russia (1990 auf No Prayer for the Dying): über den Zerfall der Sowjetunion und die vermeintliche Freiheit des russischen Volkes hiernach
- Afraid to Shoot Strangers (1992 auf Fear of the Dark): über die von den USA geführte militärische Intervention im Irak und in Kuwait 1991 (Zweiter Golfkrieg)
- Blood on the World’s Hands (1995 auf The X Factor): über den Bosnienkrieg
- The Clansman (1998 auf Virtual XI): aus der Sicht von William Wallace geschrieben, offensichtlich durch den Film Braveheart inspiriert
- Como estais amigos (1998 auf Virtual XI): Dieses Lied wurde zu Ehren der Soldaten geschrieben, die 1982 während des Falklandkrieges gefallen sind.
- Montsegur (2003 auf Dance of Death): beschreibt die Belagerung der Festung Montségur im Jahre 1244
- Paschendale (2003 auf Dance of Death): das Schicksal eines Soldaten während der totalen Vernichtung der Stadt Passendale in Belgien während des Ersten Weltkrieges
- The Longest Day (2006 auf A Matter of Life and Death): über den Sturmangriff der Alliierten auf Hitlers Atlantikwall im Jahre 1944 (D-Day), zumindest namentlich inspiriert vom Film Der längste Tag.
- Brighter Than a Thousand Suns (2006 auf A Matter of Life and Death): über den Wurf der Atombombe auf Hiroshima, insgesamt über Nuklearkriege. (Heller als tausend Sonnen ist der Titel eines berühmten Buchs über die Atombombenforscher von Robert Jungk.)
- These Colours Don’t Run (2006 auf A Matter of Life and Death): eine zynische Abrechnung mit jeglicher Kriegspropaganda.
- The Pilgrim (2006 auf A Matter of Life and Death): Jesus von Nazareth wird thematisiert.
- The Alchemist (2010 auf The Final Frontier): Es wird über das Treffen der Alchemisten John Dee und Edward Kelley und den Übergang von Magie und Wissenschaft gesungen.
- The Talisman (2010 auf The Final Frontier): Handelt vom Zeitalter der Entdeckungen und thematisiert die Gefahren wie Unwetter oder Skorbut, denen die Seeleute ausgesetzt waren.
- Tears of a Clown (2015 auf The Book of Souls): Bezieht sich auf den Suizid des Schauspielers und Komikers Robin Williams im Jahre 2014.
- Death or Glory (2015 auf The Book of Souls): Beschreibt die Lage der Dreidecker-Piloten im Ersten Weltkrieg.
- Empire of the Clouds (2015 auf The Book of Souls): Bezieht sich auf den Unfall des britischen R101-Luftschiffs im Jahre 1930.
- The Darkest Hour (2021 auf Senjutsu) bezieht sich auf den Zweiten Weltkrieg – speziell auf den D-Day. Bruce Dickinson hat sich hier nach eigenen Angaben in die psychische Situation von Winston Churchill hineinzuversetzen versucht, welcher sich von Depressionen und Alkoholmissbrauch geplagt sah – diese Erkrankung soll der schwarze Hund gewesen sein, von dem sich Churchill verfolgt sah. Die beaches in der ersten Strophe sollen die Gestade von Dünkirchen sein.[19]

### Literarische Vorlagen
- Phantom of the Opera (1980 auf Iron Maiden): der Roman Das Phantom der Oper von Gaston Leroux
- Murders in the Rue Morgue (1981 auf Killers): die Kurzgeschichte Der Doppelmord in der Rue Morgue von Edgar Allan Poe
- Revelations (1983 auf Piece of Mind): die Werke von Aleister Crowley (1875–1947)
- The Flight of Icarus (1983 auf Piece of Mind): der Flug des Ikarus
- To Tame a Land (1983 auf Piece of Mind) und The Nomad (2000 auf Brave New World): der Roman Der Wüstenplanet von Frank Herbert
- The Rime of the Ancient Mariner (1984 auf Powerslave): nach dem gleichnamigen Gedicht von Samuel Taylor Coleridge
- The Loneliness of the Long-Distance Runner (1986 auf Somewhere in Time): der gleichnamige Roman von Alan Sillitoe (Die Einsamkeit des Langstreckenläufers (Erzählung))
- Seventh Son of a Seventh Son (1988): mehrere Lieder auf dem Album enthalten Motive aus dem Alvin-Romanzyklus von Orson Scott Card; der erste Band trägt den Titel Der Siebente Sohn
- Bring Your Daughter… to the Slaughter (1990 auf No Prayer for the Dying): das Gedicht To His Coy Mistress von Andrew Marvell. Song wurde verwendet in Nightmare on Elm Street 5 – Das Trauma.
- Lord of the Flies (1995 auf The X Factor): der Roman Herr der Fliegen von William Golding
- Sign of the Cross (1995 auf The X Factor): der Roman Der Name der Rose von Umberto Eco; dieser war Vorlage der gleichnamigen Verfilmung von 1986
- Brave New World (2000 auf Brave New World): der Roman Schöne neue Welt von Aldous Huxley
- Out of the Silent Planet (2000 auf Brave New World): der Roman Jenseits des schweigenden Sterns von C.S. Lewis
- When the Wild Wind Blows (2010 auf The Final Frontier): der Bilderroman Wenn der Wind weht von Raymond Briggs
- The Man Who Would Be King (2010 auf The Final Frontier): die Kurzgeschichte Der Mann, der König sein wollte (Erzählung) von Rudyard Kipling
- The Time Machine (2021 auf Senjutsu) nimmt den gleichnamigen Roman von H. G. Wells zum Vorbild.

### Cineastische Vorlagen
- Children of the Damned (1982 auf The Number of the Beast): der britische Horrorfilm Children of the Damned (1963)
- The Prisoner (1982 auf The Number of the Beast): die britische Fernsehserie The Prisoner auf BBC
- Quest for Fire (1983 auf Piece Of Mind): der französische Fantasy-Film Am Anfang war das Feuer
- Where Eagles Dare (1983 auf Piece of Mind): der gleichnamige Film Agenten sterben einsam mit Clint Eastwood und Richard Burton
- The Duellists (1984 auf Powerslave): der gleichnamige Film Die Duellisten von Ridley Scott, der wiederum auf der Erzählung Das Duell von Joseph Conrad basiert.
- Back in the Village (1984 auf Powerslave): die britische Fernsehserie The Prisoner auf BBC
- Somewhere in Time (1986): Das Cover des Albums wurde durch den Film Blade Runner inspiriert. Das Titelstück Caught Somewhere in Time wurde durch den Film Time After Time (dt. Flucht in die Zukunft) inspiriert.
- Heaven Can Wait (1986 auf Somewhere in Time): die beiden gleichnamigen Filme von 1943 (dt. Ein himmlischer Sünder von Ernst Lubitsch) und 1978 (Der Himmel soll warten  von Warren Beatty).
- Run Silent, Run Deep (1990 auf No Prayer for the Dying): Der gleichnamige U-Boot-Film (dt. U 23 – Tödliche Tiefen) mit Burt Lancaster und Clark Gable
- The Fugitive (1992 auf Fear of the Dark): die gleichnamige Fernsehserie (dt. Auf der Flucht)
- Man on the Edge (1995 auf The X Factor): der Film Falling Down mit Michael Douglas
- The Edge of Darkness (1995 auf The X Factor): der Film Apocalypse Now mit Marlon Brando. Der Name des Liedes stammt von dem Buch Herz der Finsternis (1899) von Joseph Conrad. Dieses Buch diente als Vorlage für Apocalypse Now.
- The Clansman (1998 auf Virtual XI): der Film Braveheart mit Mel Gibson
- When Two Worlds Collide (1998 auf Virtual XI): inspiriert durch Filme wie Deep Impact oder Armageddon
- The Wicker Man (2000 auf Brave New World): der Film The Wicker Man mit Christopher Lee
- The Mercenary (2000 auf Brave New World): der Film Predator (1987) mit Arnold Schwarzenegger
- Out of the Silent Planet (2000 auf Brave New World): der Film Forbidden Planet (dt. Alarm im Weltall) (1956) mit Leslie Nielsen
- The Longest Day (2006 auf A Matter of Life and Death): über den Sturmangriff der Alliierten auf Hitlers Atlantikwall (s. o.), namentlich inspiriert vom Film Der längste Tag.

### Musikalische Vorlagen
- To Tame a Land (1983 auf Piece of Mind): Teile des Instrumentalteils in der zweiten Hälfte wurden durch Asturias von dem spanischen Komponisten Isaak Albeniz inspiriert.
- Mother Russia (1990 auf No Prayer for the Dying): basiert auf Erhebe dich, du russisches Volk von Sergei S. Prokofjew aus der Filmmusik zu Alexander Newski.

## Diskografie
Studioalben

| Jahr | Titel Musiklabel                               | Höchstplatzierung, Gesamtwochen, AuszeichnungChartplatzierungen (Jahr, Titel, Musiklabel, Platzierungen, Wochen, Auszeichnungen, Anmerkungen) | Höchstplatzierung, Gesamtwochen, AuszeichnungChartplatzierungen (Jahr, Titel, Musiklabel, Platzierungen, Wochen, Auszeichnungen, Anmerkungen) | Höchstplatzierung, Gesamtwochen, AuszeichnungChartplatzierungen (Jahr, Titel, Musiklabel, Platzierungen, Wochen, Auszeichnungen, Anmerkungen) | Höchstplatzierung, Gesamtwochen, AuszeichnungChartplatzierungen (Jahr, Titel, Musiklabel, Platzierungen, Wochen, Auszeichnungen, Anmerkungen) | Höchstplatzierung, Gesamtwochen, AuszeichnungChartplatzierungen (Jahr, Titel, Musiklabel, Platzierungen, Wochen, Auszeichnungen, Anmerkungen) | Anmerkungen                                                    |
| Jahr | Titel Musiklabel                               | DE | AT | CH | UK | US | Anmerkungen                                                    |
| ---- | ---------------------------------------------- | --- | --- | --- | --- | --- | -------------------------------------------------------------- |
| 1980 | Iron Maiden EMI Records (EMI)                  | DE33 a Gold · (1 Wo.)DE | — | CH38 a (1 Wo.)CH | UK4 Platin · (18 Wo.)UK | — | Erstveröffentlichung: 11. April 1980 Verkäufe: + 550.000       |
| 1981 | Killers EMI Records (EMI)                      | DE10 Gold · (33 Wo.)DE | AT20 (2 Wo.)AT | — | UK12 Gold · (8 Wo.)UK | US78 Gold · (23 Wo.)US | Erstveröffentlichung: 2. Februar 1981 Verkäufe: + 1.000.000    |
| 1982 | The Number of the Beast EMI Records (EMI)      | DE11 Gold · (27 Wo.)DE | AT3 Gold · (16 Wo.)AT | CH23 Gold · (3 Wo.)CH | UK1 Platin · (35 Wo.)UK | US33 Platin · (65 Wo.)US | Erstveröffentlichung: 22. März 1982 Verkäufe: + 2.150.000      |
| 1983 | Piece of Mind EMI Records (EMI)                | DE8 Gold · (19 Wo.)DE | AT10 (8 Wo.)AT | — | UK3 Platin · (18 Wo.)UK | US14 Platin · (45 Wo.)US | Erstveröffentlichung: 16. Mai 1983 Verkäufe: + 1.775.000       |
| 1984 | Powerslave EMI Records (EMI)                   | DE9 Gold · (15 Wo.)DE | AT15 (8 Wo.)AT | CH10 (9 Wo.)CH | UK2 Gold · (14 Wo.)UK | US21 Platin · (34 Wo.)US | Erstveröffentlichung: 3. September 1984 Verkäufe: + 1.500.000  |
| 1986 | Somewhere in Time EMI Records (EMI)            | DE8 Gold · (17 Wo.)DE | AT10 (12 Wo.)AT | CH22 (6 Wo.)CH | UK3 Gold · (11 Wo.)UK | US11 Platin · (39 Wo.)US | Erstveröffentlichung: 29. September 1986 Verkäufe: + 1.450.000 |
| 1988 | Seventh Son of a Seventh Son EMI Records (EMI) | DE4 Gold · (30 Wo.)DE | AT6 (12 Wo.)AT | CH2 Gold · (10 Wo.)CH | UK1 Gold · (18 Wo.)UK | US12 Gold · (23 Wo.)US | Erstveröffentlichung: 11. April 1988 Verkäufe: + 975.000       |
| 1990 | No Prayer for the Dying EMI Records (EMI)      | DE7 (18 Wo.)DE | AT19 (9 Wo.)AT | CH11 (12 Wo.)CH | UK2 Gold · (14 Wo.)UK | US17 Gold · (18 Wo.)US | Erstveröffentlichung: 1. Oktober 1990 Verkäufe: + 800.000      |
| 1992 | Fear of the Dark EMI Records (EMI)             | DE5 (25 Wo.)DE | AT8 (16 Wo.)AT | CH5 (15 Wo.)CH | UK1 Gold · (5 Wo.)UK | US12 (13 Wo.)US | Erstveröffentlichung: 11. Mai 1992 Verkäufe: + 285.000         |
| 1995 | The X Factor EMI Records (EMI)                 | DE16 (10 Wo.)DE | AT19 (7 Wo.)AT | CH27 (3 Wo.)CH | UK8 Silber · (4 Wo.)UK | US147 (3 Wo.)US | Erstveröffentlichung: 2. Oktober 1995 Verkäufe: + 60.000       |
| 1998 | Virtual XI EMI Records (EMI)                   | DE16 (6 Wo.)DE | AT24 (6 Wo.)AT | CH39 (3 Wo.)CH | UK16 Silber · (3 Wo.)UK | US124 (1 Wo.)US | Erstveröffentlichung: 23. März 1998 Verkäufe: + 60.000         |
| 2000 | Brave New World EMI Records (EMI)              | DE3 Gold · (16 Wo.)DE | AT10 (10 Wo.)AT | CH9 (11 Wo.)CH | UK7 Gold · (5 Wo.)UK | US39 (10 Wo.)US | Erstveröffentlichung: 29. Mai 2000 Verkäufe: + 591.316         |
| 2003 | Dance of Death EMI Records (EMI)               | DE2 Gold · (9 Wo.)DE | AT3 (6 Wo.)AT | CH2 (10 Wo.)CH | UK2 Gold · (5 Wo.)UK | US18 (4 Wo.)US | Erstveröffentlichung: 8. September 2003 Verkäufe: + 252.028    |
| 2006 | A Matter of Life and Death EMI Records (EMI)   | DE1 Gold · (13 Wo.)DE | AT4 (8 Wo.)AT | CH2 Gold · (11 Wo.)CH | UK4 Gold · (7 Wo.)UK | US9 (7 Wo.)US | Erstveröffentlichung: 25. August 2006 Verkäufe: + 395.382      |
| 2010 | The Final Frontier EMI Records (EMI)           | DE1 Gold · (12 Wo.)DE | AT1 (8 Wo.)AT | CH1 Gold · (11 Wo.)CH | UK1 Gold · (6 Wo.)UK | US4 (8 Wo.)US | Erstveröffentlichung: 13. August 2010 Verkäufe: + 492.510      |
| 2015 | The Book of Souls Parlophone (WMG)             | DE1 Gold · (32 Wo.)DE | AT1 Gold · (10 Wo.)AT | CH1 (24 Wo.)CH | UK1 Gold · (12 Wo.)UK | US4 (6 Wo.)US | Erstveröffentlichung: 4. September 2015 Verkäufe: + 419.546    |
| 2021 | Senjutsu Parlophone (WMG)                      | DE1 Gold · (29 Wo.)DE | AT1 (16 Wo.)AT | CH1 (26 Wo.)CH | UK2 Gold · (8 Wo.)UK | US3 (3 Wo.)US | Erstveröffentlichung: 3. September 2021 Verkäufe: + 327.000    |

grau schraffiert: keine Chartdaten aus diesem Jahr verfügbar

## MaskottchenEddie

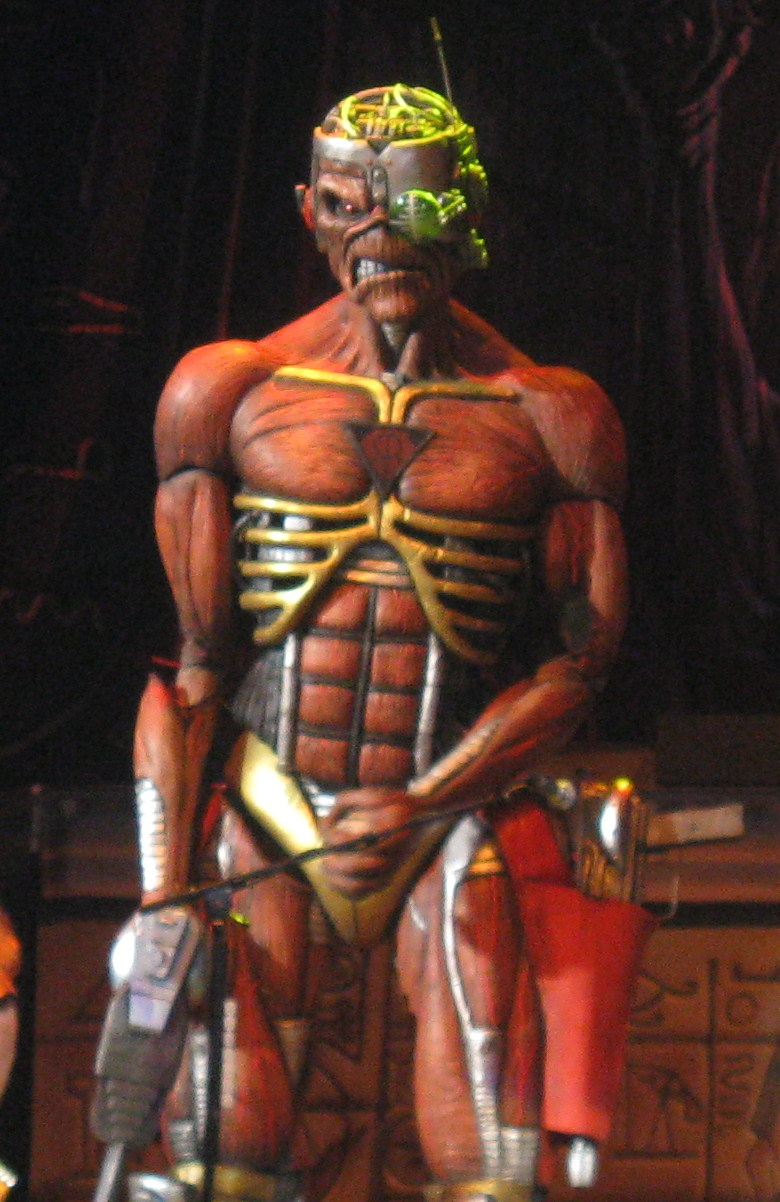
Eddie the Head, Bühnenpuppe von 2008

Eddie ist das Maskottchen von Iron Maiden. Er ist auf jedem Albumcover und bis auf vier Ausnahmen auch auf jedem Single-Cover abgebildet. Außerdem erscheint er häufig als überlebensgroße Puppe während Live-Auftritten. Eddie tritt des Weiteren in einem Ego-Shooter namens Ed Hunter auf, der 1999 zusammen mit einer von Fans zusammengestellten Best-of-CD veröffentlicht wurde. Ferner ist er als Charakter in Tony Hawk’s Pro Skater 4 involviert. Das Aussehen Eddies war nie uniform, sondern wandelte sich mit der Zeit erheblich und wurde thematisch an jedes neu erschienene Album angepasst. Charakteristische Merkmale des Gesichts, wie die Nasenregion und der lippenlose Mund mit freistehendem Gebiss, wurden dabei weitgehend beibehalten.
Der Original-Eddie war nur eine Theater-Maske, was auf den Band-Fotos des ersten Iron-Maiden-Albums und auf dem Cover zur Single Running Free zu sehen ist. Bei Live-Konzerten war das Maskottchen auf der Bühne mit einer Pumpe verbunden, die verschiedene Arten von Flüssigkeiten freigeben konnte. Diese Flüssigkeit befand sich über Doug Sampson, der zu dieser Zeit Schlagzeuger von Iron Maiden war. Fans versuchten daraufhin, Gegenstände in den Mund des Maskottchens zu werfen.
Eddies kompletter Name lautet Edward the Head, siehe die Aufschrift Edward T. H–– auf dem Cover des Albums Live After Death. Der Rest seines Nachnamens ist hierbei durch einen Erdklumpen verdeckt.
Die Figur Eddies wurde von Derek Riggs gestaltet. Auf dem Cover zu der Single Running Free von 1980 ist im Hintergrund die Silhouette einer großen und mageren, einem Zombie ähnlichen Kreatur zu erkennen. Als die Band auf der Suche nach einem möglichen Cover für ihr erstes Album waren, kamen sie auch mit den weiteren Illustrationen von Derek Riggs in Kontakt. Diese sollten schließlich zum Artwork des selbstbetitelten Iron-Maiden-Albums von 1980 beitragen. Die Band fand Gefallen daran und war der Meinung, dass diese Vorlage dem entspricht, wie die Silhouette ursprünglich ausgesehen haben könnte.

Derek Riggs Initialen, die in den meisten Coverbildern versteckt sind

Derek Riggs entwarf in der Folge mehr als 60 Coverillustrationen für Iron Maiden, darunter die der ersten acht Studioalben, dreier Live-Alben (Live After Death, A Real Dead One und A Real Live One) sowie die obere Hälfte des Covers zum zwölften Studioalbum Brave New World. In jeder seiner Cover-Illustrationen findet sich, meist mehr oder weniger „versteckt“ in das Bild integriert, ein als Signatur verwendetes (inzwischen nicht mehr aktuelles) Logo, das eine graphische Stilisierung seiner Initialen D. R. darstellt. Die Entwürfe zu Brave New World und den dazugehörigen Singles waren die letzten Arbeiten Derek Riggs’ für Iron Maiden.
Eddie fand sich außerdem auf den jeweiligen Ed Force One-Düsenmaschinen wieder, mit denen die Band die Reisen für ihre letzten großen Tourneen absolvierte, oft mit Bruce Dickinson als Pilot. Ab 2008 transportierte eine Boeing 757 Band und Equipment zu ihren Auftritten. Für die Tournee zu The Book of Souls 2016 wurde eine deutlich größere Boeing 747-400 genutzt, ebenfalls mit Eddie auf dem Leitwerk.
Auch weitere Bands wurden durch das Maskottchen Eddie inspiriert. Einige Bands haben ihren stets auf Cover-Artworks wiederkehrenden Maskottchen Namen gegeben, diese erinnern teilweise sehr an Eddie, so etwa Vic Rattlehead von Megadeth oder Fangface von Gamma Ray, der ebenfalls von Derek Riggs entworfen und gezeichnet wurde.

## Ed Force One

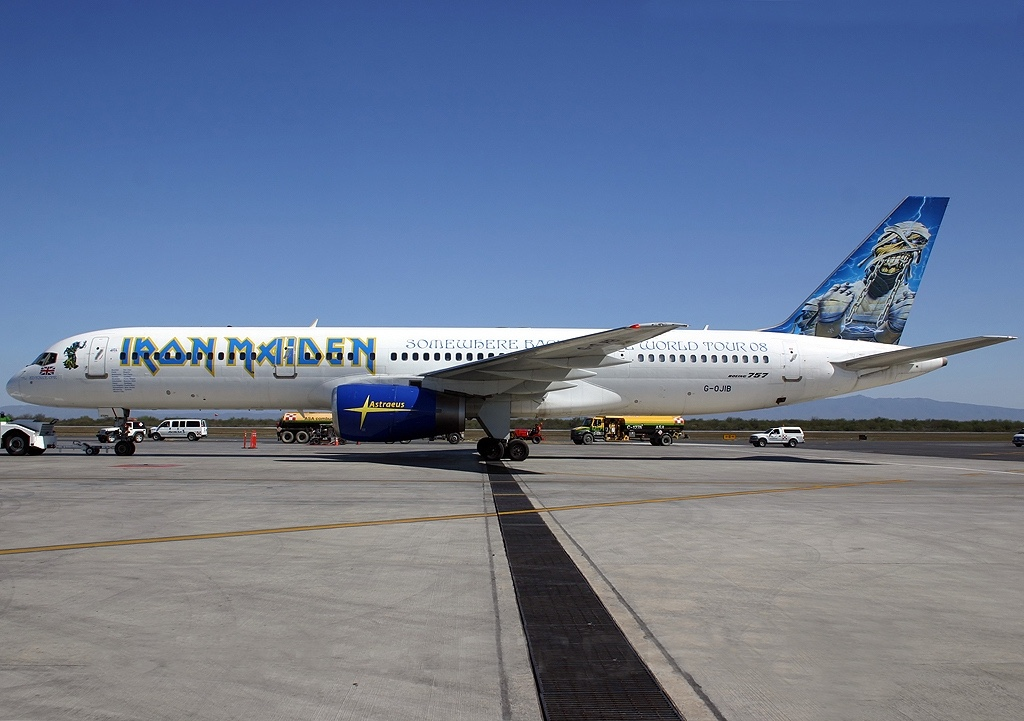
Eddie auf der Ed Force One (Boeing 757)
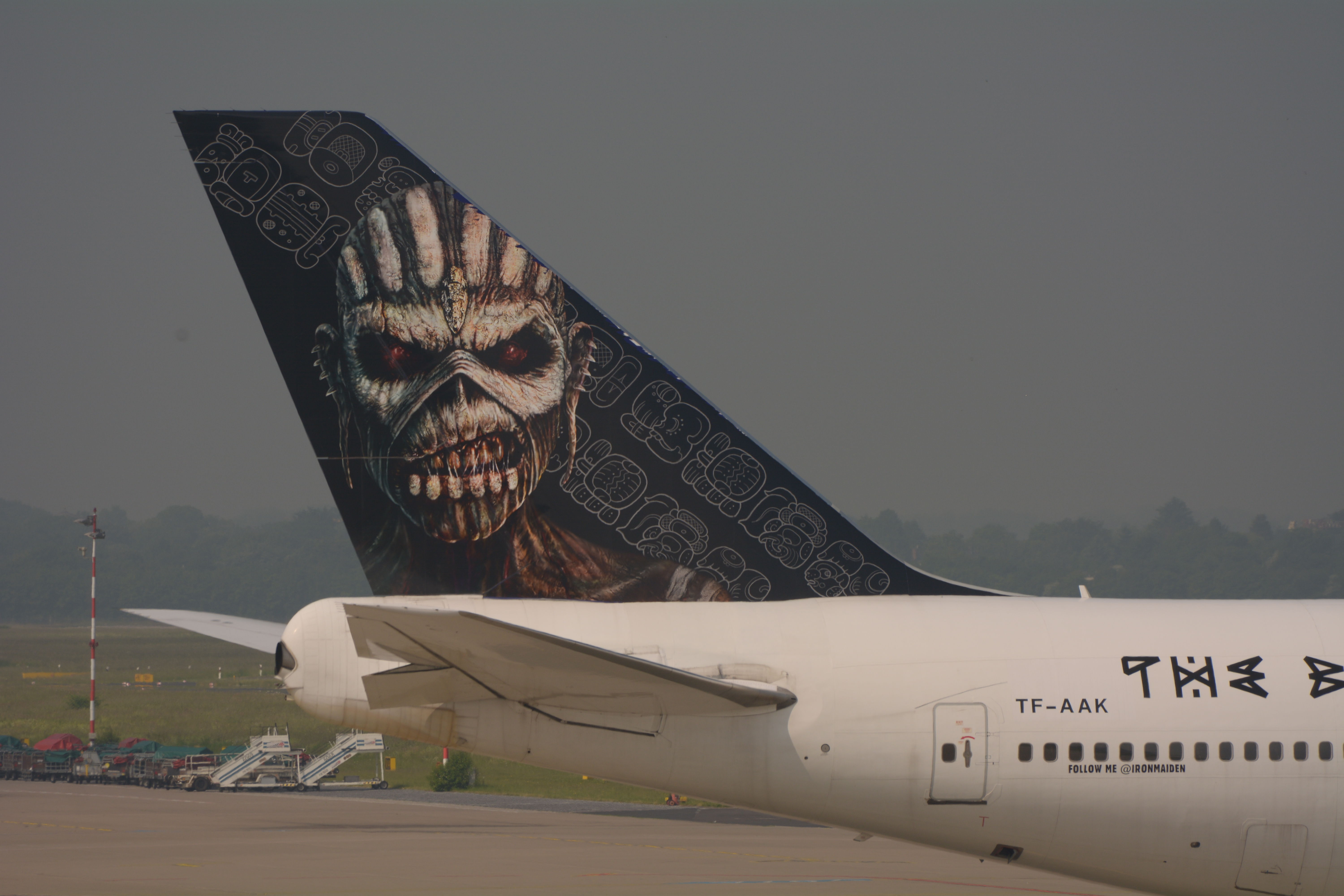
Logo am Heckteil der Boeing 747 von Iron Maiden
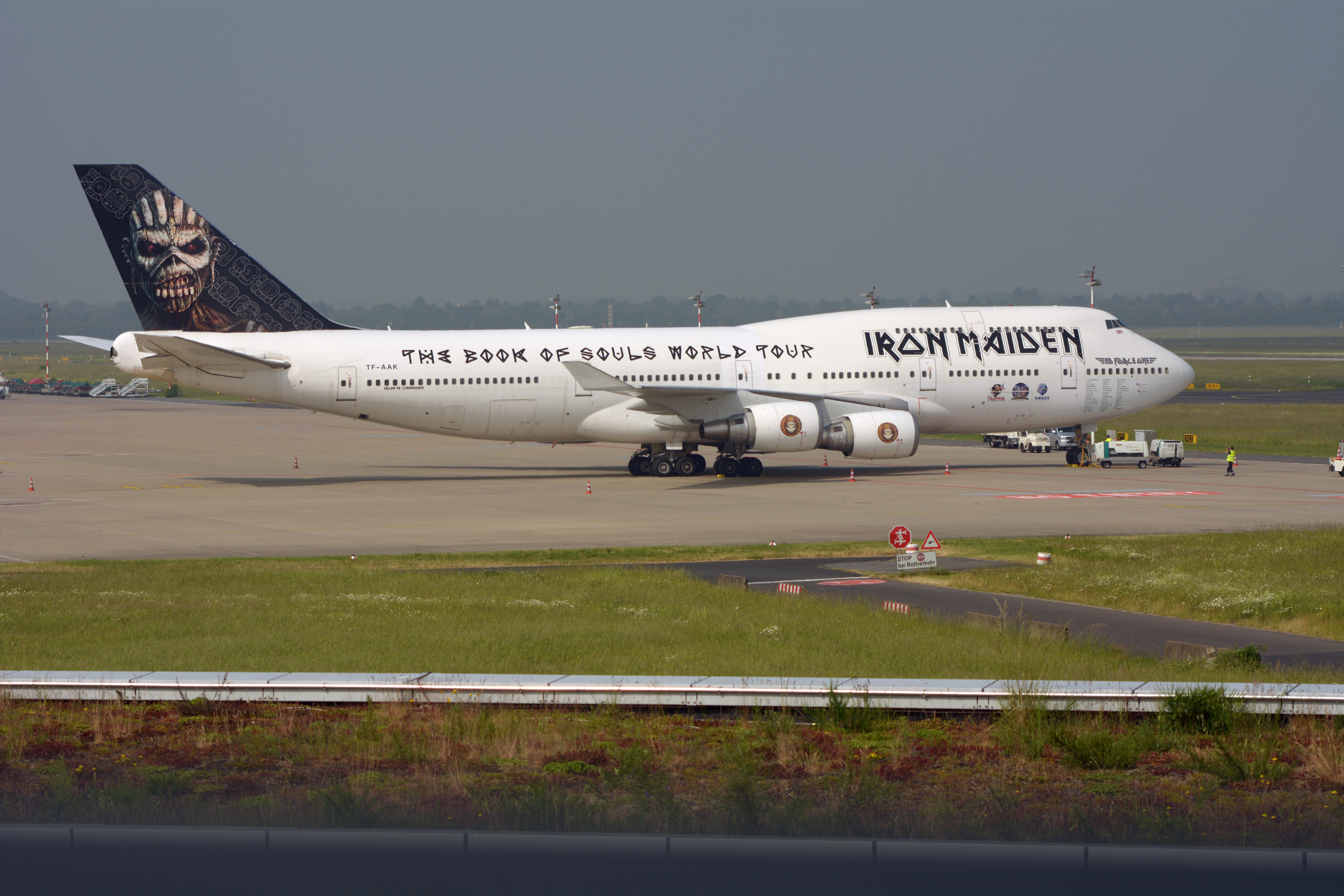
Ed Force One am Flughafen Düsseldorf (DUS)
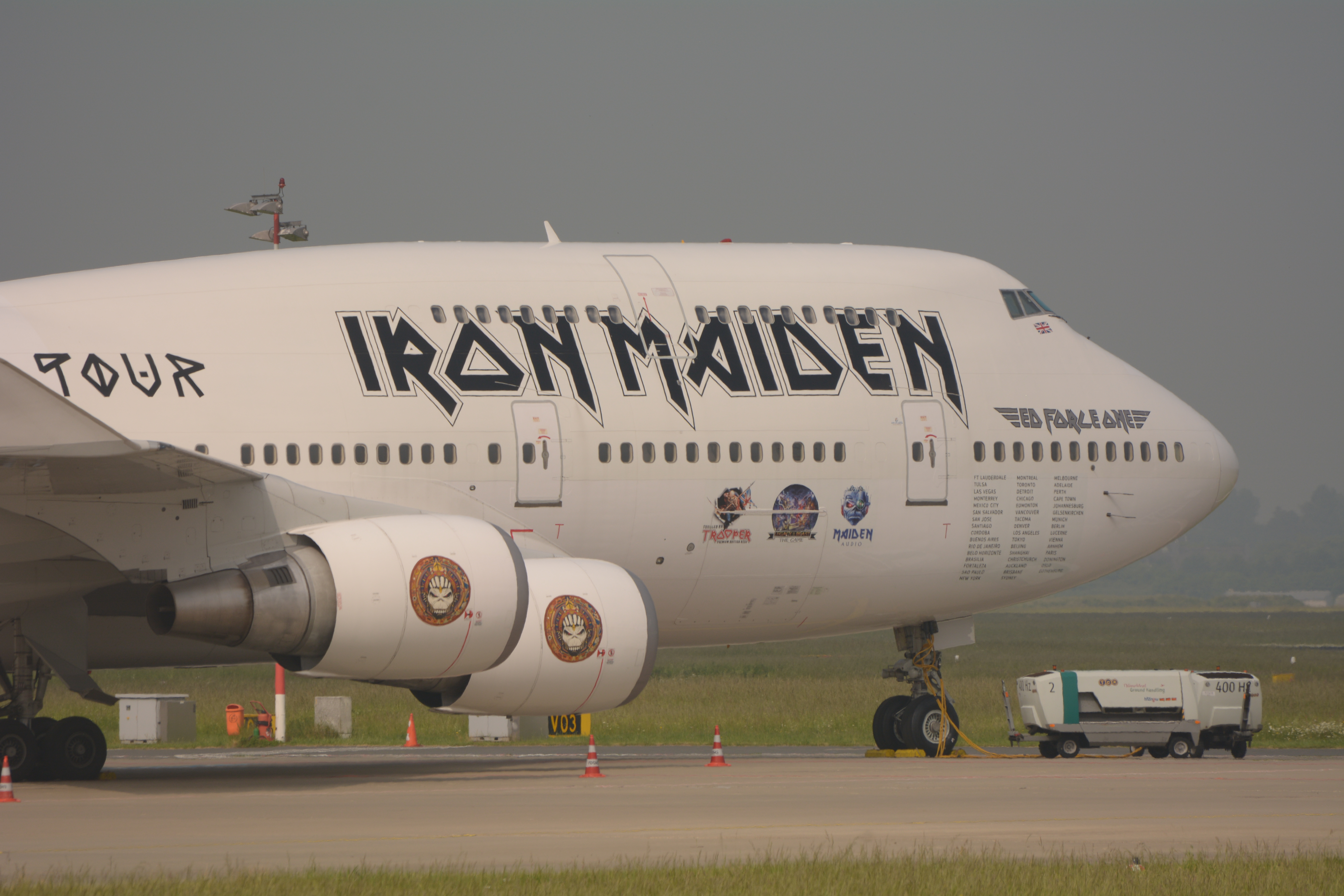
Ed Force One – Liste der Veranstaltungsorte unterhalb des Cockpits

Ed Force One (in Anlehnung an die Namen von Präsidentenflugzeugen wie der Air Force One und der Japanese Air Force One) war der Taufname mehrerer Verkehrsflugzeuge, die Iron Maiden für ihre Welttourneen charterten. Sänger Bruce Dickinson besitzt eine Verkehrspilotenlizenz und ist seit den 90er Jahren Pilot und Luftfahrtunternehmer. Für die Tournee zum Album Somewhere Back in Time 2008 und 2009 wurde von Iron Maiden eine Boeing 757 mit dem Luftfahrzeugkennzeichen G-OJIB eingesetzt, diese wurde 1989 gebaut und gehörte zur Flotte der Astraeus Airlines, bei der Dickinson neben seiner Musikkarriere als Pilot tätig war. Für die The Final Frontier World Tour im Jahr 2011 kam eine ebenfalls von Astraeus geliehene Boeing 757 mit dem Kennzeichen G-STRX aus dem Baujahr 1992 zum Einsatz. Zur Welttournee The Book of Souls leasten Iron Maiden eine 2003 gebaute Boeing 747 von Air Atlanta Icelandic mit dem Kennzeichen TF-AAK. Dickinson erweiterte für diese Tour sein Type-Rating, also die Musterberechtigung, auf die Boeing 747 und flog diese, neben anderen angestellten Piloten, auch selbst.

### Zwischenfälle
Am 12. März 2016 wurde die von Iron Maiden genutzte Boeing 747 am Flughafen Santiago de Chile von einem Flugzeugschlepper zur Betankung gezogen als sich die Zugstange löste und die Maschine mangels vorgeschriebenem Bremser im Cockpit unkontrolliert rollend nach rechts schwenkte und mit den beiden linken Triebwerken gegen das Fahrzeug stieß, dessen Fahrerkabine abgerissen wurde. Die beiden Insassen des Fahrzeugs wurden krankenhausreif verletzt und zwei Triebwerke stark beschädigt. Nach einer Reparatur konnte der Jet zehn Tage später wieder den Betrieb aufnehmen. 2021 kam es zu einem ähnlichen, von ausweichenden Fahrzeugen aus gefilmten Vorfall am selben Flughafen, als eine 767 samt ihrer Zugstange ungebremst rollte und erst abseits der Piste stoppte.
Zu einem medial viel beachteten Kuriosum kam es am 1. Juni 2016, zwei Tage vor dem Auftritt beim Sonisphere Festival#2016 in Luzern. Die Ed Force One stand auf dem Abstellfeld im Westen des Flughafens Zürich, als Boeing 747-400 70,60 m lang und am Leitwerk 19,40 m hoch. Davor eine Bombardier Global 5000, im Vergleich geradezu winzig, da nur 29,50 m lang und 7,70 m hoch, aber mit Kennzeichen 14+02 der deutschen Luftwaffen-Flugbereitschaft und der Aufschrift „Bundesrepublik Deutschland“, denn damit war die deutsche Bundeskanzlerin Angela Merkel für das Gotthard-Basistunnel#Einweihungsfests angereist. Ein Fotograf des „Spiegel“ hielt von der Besucherterrasse aus die Szene für das Magazin fest, verpasste dabei jedoch einen noch günstigeren Zeitpunkt, den Konzert-Fotograf Andy Gaggioli mit 400-mm-Teleobjetiv fotografierte: dazwischen ragte noch ein Seitenleitwerk mit französischer Tricolore hervor, von der Dassault Falcon 7X (23,38 m lang, 7,83 m hoch) des französischen Staatspräsidenten François Hollande.

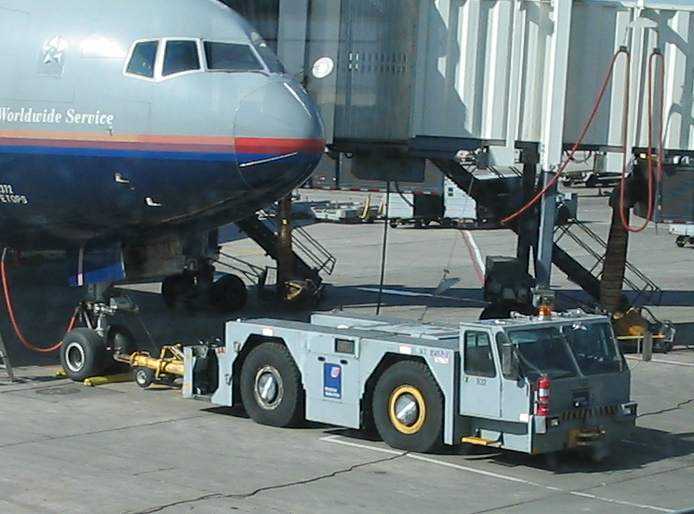
Flugzeugschlepper von Schopf wie bei der Kollision in Santiago
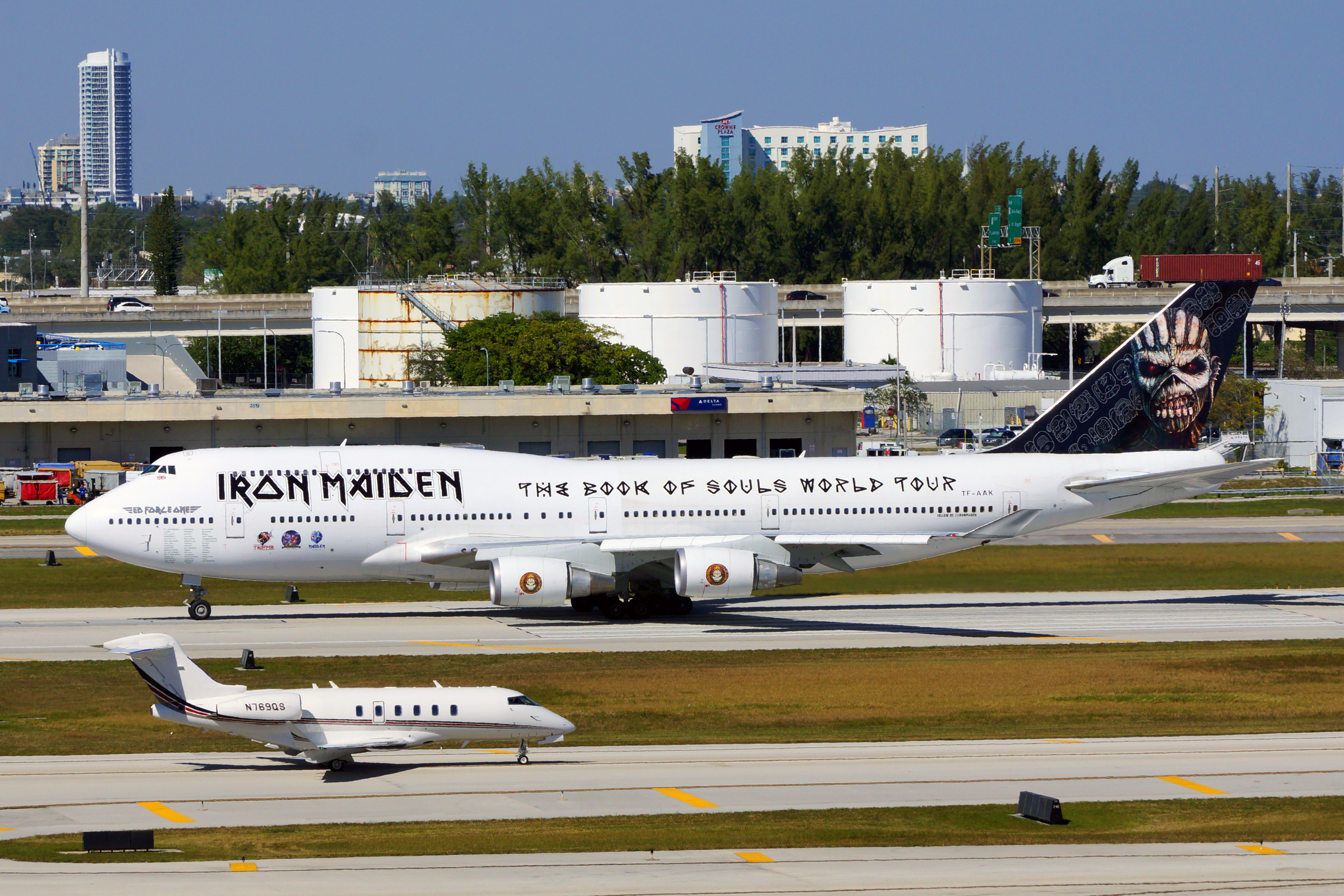
Größenvergleich: kleine Bombardier Challenger vor Ed Force One
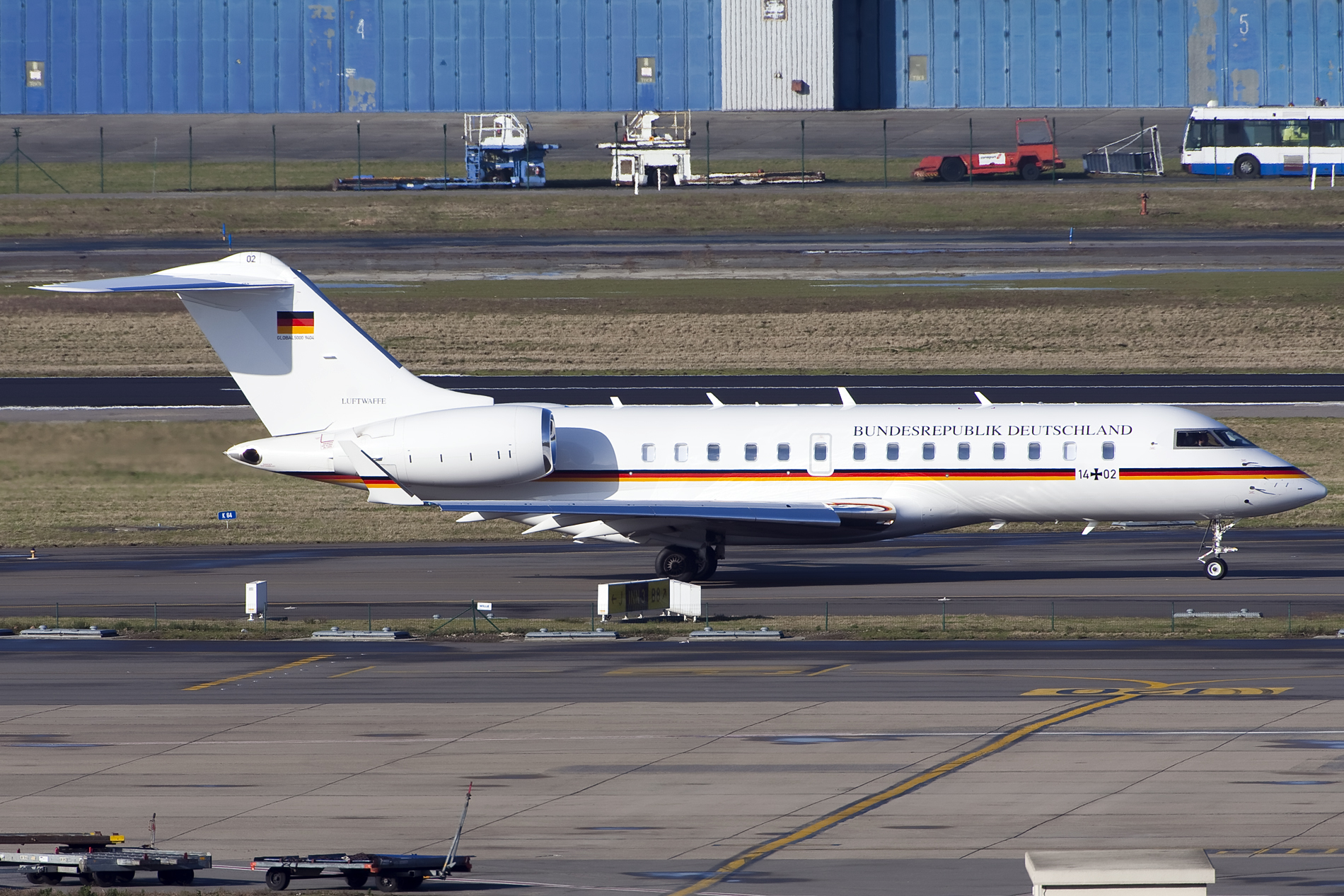
Bombardier Global 5000 14 + 02 der deutschen Flugbereitschaft
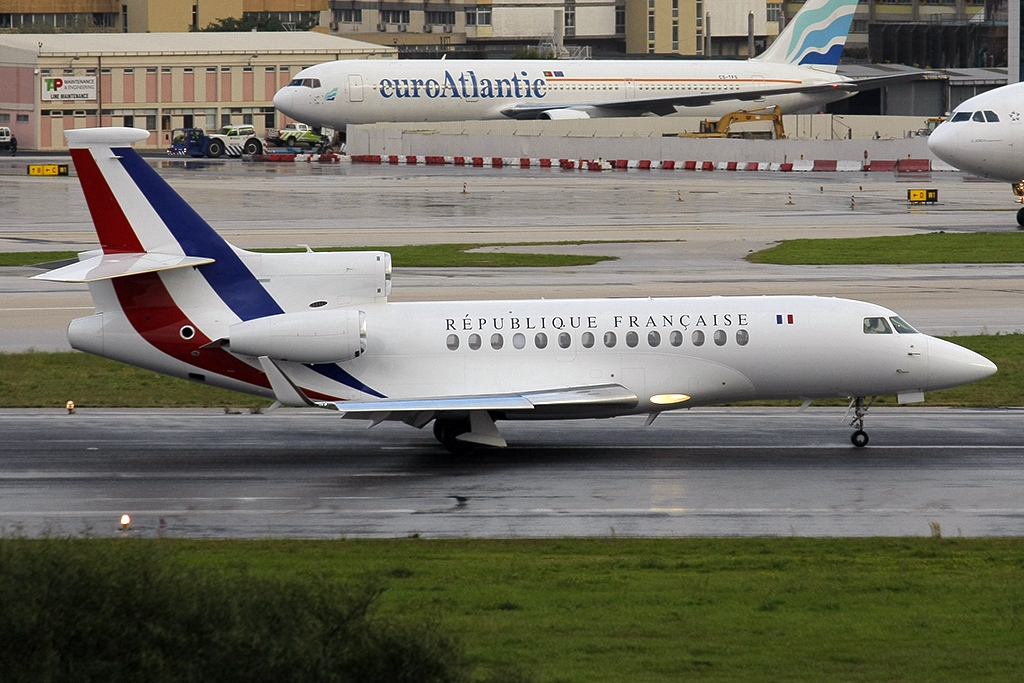
Dassault Falcon 7X der franz. „Escadron de Transport 60“

### Verbleib der Maschinen
Nach der Auflösung von Astraeus Airlines wurden die beiden ehemals durch Iron Maiden genutzten Boeing 757 verkauft. Während G-OJIB an FedEx ging und nach einem Umbau dort seit 2013 unter dem Taufnamen Isabella als Frachtflugzeug eingesetzt wird, wurde G-STRX im Juli 2012 am Phoenix Goodyear Airport verschrottet. Die Boeing 747 TF-AAK wurde nach Abschluss der Tour im Juni 2016 an Air Atlanta Icelandic zurückgegeben, und für 4 Jahre von Saudi Arabian Airlines geleast. 2020 ging die Maschine erneut an Air Atlanta Icelandic zurück. Vierstrahlige Maschinen sind kaum noch zeitgemäß, moderne zweistrahlige Jets sind günstiger einzusetzen und fast ebenso groß wie eine 747. Der Ex-Ed-Jumbo wurde 2022 aus dem Verkehr gezogen und schlussendlich im Juli 2024 verschrottet wobei aus Teilen der Außenhaut 12000 Andenken gefertigt und verkauft wurden.

## Trivia
Während der Umbaupausen zwischen den Vorbands und dem Auftritt von Iron Maiden wird Playback-Musik abgespielt, wobei als letzter Song stets Doctor Doctor von UFO aus ihrem Album Phenomenon zu hören ist. Als erster Song der Playback-Musik nach jedem Konzert wird Always Look on the Bright Side of Life von Monty Python, bekannt aus deren Film Das Leben des Brian, wiedergegeben.
Einzelpersonen, die Bootleg-CDs via Ebay verkauft hatten, wurden von einem von Iron Maiden beauftragten Anwaltsbüro mit Abmahnungen konfrontiert. Die Live-USA-Serie, die von diversen Herausgebern erhältlich war und um die es sich bei der Abmahnung größtenteils handelte, war in den 1990ern eine Zeit lang in verschiedenen Elektromärkten und Supermarktketten erhältlich, enthielt aber illegale Live-Mitschnitte.
Insbesondere im Sommer 2009 kam es zu einer regelrechten „Abmahnwelle“, die bei den Fans große Empörung und Diskussionen auslöste.
2006 berichtete die Londoner Zeitung Evening Standard von einer Band, die von sich behauptet, sich schon früher „Iron Maiden“ genannt zu haben. Namen und Outfit hätte die bekannt gewordene Band nach einem Konzertbesuch abgekupfert. Im Sommer 2012 veröffentlichte diese Band unter dem Namen The (Original) Iron Maiden das Album Maiden Voyage.
Ende 2015 brachte die Band in Zusammenarbeit mit der japanischen Elektronikfirma Onkyo Corporation die Kopfhörer ED-PHON3S auf den Markt, welche angeblich speziell für die Wiedergabe von Heavy-Metal-Musik designt wurden.
Die kalifornische Cover-Band The Iron Maidens besteht nur aus Frauen.
In Zusammenarbeit mit verschiedenen Brauereien vertreibt die Heavy-Metal-Band ihr eigenes Bier namens Trooper in verschiedenen Sorten. Sänger Bruce Dickinson will an der Rezeptur mitgewirkt haben.
Anfang 2023 würdigte die britische Post die Gruppe mit der Herausgabe von 12 Briefmarken, auf denen Bandfotos aus den Jahren 1983 bis 2018 und das Bandmaskottchen „Eddie“ aufgedruckt sind.
Die in einem atlantischen Regenwald in Brasilien entdeckte Fliegenart Xestochironomus virgoferreae (Pinho & Souza, 2013) wurde 2013 mit der lateinischen Übersetzung des Bandnamens virgo ferrea benannt.

### Treffen der Urbesetzung
Nach 42 Jahren am 29. Dezember 2018 trafen sich in London vier von fünf Mitgliedern der Urbesetzung von Iron Maiden, wie sie sich 1975 zusammengefunden hatten. Lediglich der damalige Drummer Ron Matthews fehlte bei dem Treffen. Es waren dies der Bassist Steve Harris, der Sänger Paul Mario Day und die Gitarristen Dave Sullivan sowie Terry Rance.